# Raków Częstochowa
RKS Raków Częstochowa – klub sportowy z Częstochowy, założony w 1921 pod nazwą Racovia. Nazwa pochodzi od dzielnicy Raków, gdzie znajduje się siedziba klubu. Od sezonu 2019/20 męska drużyna piłkarska występuje w Ekstraklasie. Mistrz Polski w 2023 roku, trzykrotny wicemistrz Polski oraz dwukrotny zdobywca Pucharu Polski i Superpucharu Polski.

## Historia

### Chronologia nazw
- marzec 1921 – Klub Sportowo-Footbolowy Racovia
- 1927 – RKS (Robotniczy Klub Sportowy) Raków Częstochowa
- 1951– Koło Zrzeszenia Sportowego „Stal” przy Hucie „Częstochowa”
- 8 czerwca 1957 – RKS Raków
- 11 lipca 2002 – KS Raków Częstochowa
- 1 lipca 2011 – RKS Raków Częstochowa[1]

### Historia

#### 1921–1945
W 1921 r. w wyniku starań działaczy PPS powstał Klub Sportowy „Racovia”. Patronat nad nim objął Komitet Dzielnicowy PPS i lokalny oddział Związku Zawodowego Metalowców. Nie został on jednak zarejestrowany w Związku Okręgowym Piłki Nożnej w Krakowie ani w Kielcach z powodu negatywnego nastawienia częstochowskiego starostwa wynikającego z braków w statucie klubu. Założycielami byli dr Jan Baścik, Marian Federak, Jan Łoboda, Józef Kaźmierczak, Antoni Kiełbasiński, Wacław Sabczyk. Pierwsze boisko powstało na drewnianym torze wyścigów kolarskich, znajdującym się między ul. Limanowskiego (wówczas Wesołą), Fredry i Syrokomli (wówczas Kolejową), który dyrekcja Huty Częstochowa udostępniła klubowi w zamian za opiekę nad tym obiektem. Na cyklodromie, który istniał od 1904 r., grali także piłkarze Sparty Raków. Zawodnicy „Racovii” występowali zwykle w zielonych koszulkach z czarnymi wyłogami oraz w czarnych spodenkach. W 1924 roku drużyna rozpoczęła udział w rozgrywkach mistrzowskich z klubami częstochowskimi. Wobec braku rejestracji 20 lipca 1925 roku klub został samorozwiązany
W 1927 roku klub został reaktywowany jako Robotniczy Klub Sportowy Raków - sekcja sportowa Organizacji Młodzieżowej Towarzystwa Uniwersytetu Robotniczego. Nie został jednak zarejestrowany – nie występuje w wykazie stowarzyszeń województwa kieleckiego i Księdze Jubileuszowej PZPN. Klub reaktywowali działacze: Józef Baranowski, Feliks Bekier, Antoni Gładysz, i Władysław Pachołek. Pomimo braku rejestracji klub funkcjonował i występował w rozgrywkach, awansując z klasy C, przez klasę B do klasy A. Piłkarze występowali w czerwonych spodenkach oraz w niebieskich koszulkach z wyhaftowanymi literami RKS Raków. W okresie kryzysu gospodarczego klub przeżywał trudności finansowe, zawodnicy musieli pokrywać koszty strojów i dojazdów z własnych środków, w celu zdobycia środków na funkcjonowanie drużyny założono zespół mandolinistów i teatr amatorski. Po wyborach brzeskich doszło do zaostrzenia sytuacji politycznej, rządowe bojówki splądrowały wówczas lokal PPS, w odpowiedzi na co fanatyczny członek partii dokonał zabójstwa działacza obozu rządowego Antoniego Furmańczyka i trzech innych osób. Klub Raków, jako podporządkowany PPS, był wówczas bliski zamknięcia. W 1935 roku dyrektor Huty Częstochowa inż. Tomasz Szwejkowski przeznaczył środki na zakup sprzętu i urządzenie boiska. W okresie międzywojennym i okupacyjnym najbardziej wyróżniającymi się zawodnikami Rakowa byli Marian Federak i Józef Trauc. W 1937 roku zespół awansował do częstochowskiej A klasy, wysuwając się na czoło tabeli.
W czasie II wojny światowej klub nie istniał z powodu polityki okupanta. W niemieckich obozach koncentracyjnych zginęli byli prezesi Marian Federak i Konstanty Zawadzki. Z rąk Niemców zginęli także piłkarze Mieczysław Andre i Stanisław Frocisz. Józef Trauc, który współtworzył tajną drużynę Rakowa, został postrzelony w kolano, co okupił trwałym kalectwem.

#### 1945–1994
Po wojnie zawodnicy nadal trenowali na boisku na dawnym cyklodromie. Nie dopuszczono do rozgrywania na nim meczów ligowych, więc Raków w roli gospodarza grał zamiennie na stadionie przy ul. Pułaskiego, boisku przy III Alei oraz obiekcie na Stradomiu. Z początkiem 1948 r. w związku z rozbudową osiedla hutniczego Raków, boisko treningowe zlikwidowano. W jego miejscu wybudowano bloki mieszkalne. Zawodnicy zbudowali wówczas własnymi siłami żwirowe boisko w pobliżu obecnego (później znajdowały się tam korty tenisowe). Klub reaktywowany przez Władysława Pachołka, Józefa Baranowskiego, Jana Łobodę i Franciszka Ślęzaka związał się z Hutą Częstochowa, która wsparła go finansowo. Powstały sekcje: bokserska, szachowa, tenisa stołowego i piłki siatkowej męskiej. Oficjalnie sekcję piłki nożnej odtworzono w klubie dopiero w 1949 roku. Z inicjatywy Mariana Zdunkiewicza powstał Społeczny Komitet Budowy Stadionu. Po rozpoczęciu prac przy budowie obecnego kompleksu klubowego zawodnicy własnymi siłami zbudowali prowizoryczne boisko na Dąbiu (zostało otwarte 1 maja 1951 r., od 1955 r. służyło jako treningowe). Obecnie (XXI wiek) funkcjonujący stadion oddano do użytku 22 lipca 1955 roku. W pierwszych latach po wojnie klub z powodu polityki państwa występował pod nazwą „Stowarzyszenie Sportowe Stal Raków”. Przy klubie funkcjonowały sekcje: koszykówki kobiet (1956–1970), koszykówki mężczyzn (1958–1970), lekkoatletyczna (1960–1972), piłki ręcznej kobiet (1967–1970) i powstała w 1970 roku sekcja brydża sportowego. Statut klubu pochodzi z 1964 roku.
Drużyna piłkarska klubu sukcesywnie umacniała swoją pozycję, awansując do Ligi Zagłębiowskiej. 5 sierpnia 1962 roku Raków wygrał 2:0 z Górnikiem Radlin w ostatnim barażowym meczu o awans do II ligi. Mecz rozegrano na stadionie Victorii Częstochowa przy 15 tysięcznej widowni.
W sezonie 1966/67 trzecioligowy zespół awansował do finału Pucharu Polski. 9 lipca 1967 roku o godz. 17:00 w finale w Kielcach RKS przegrał po dogrywce 0:2 z Wisłą Kraków. Poziom meczu był wyrównany, w pierwszej połowie Raków miał pięć szans na zdobycie bramki, a Wisła ani jednej. Wśród trzech królów strzelców turnieju znalazł się Bernard Burczyk.
W 1972 roku w półfinale Pucharu Polski RKS przegrał z Legią Warszawa. Pierwszy mecz został rozegrany na Stadionie Miejskim w Częstochowie przy 18 tysięcznej publiczności. 
W latach 70. i 80. XX w. Raków utrzymywał kontakty z klubami hutniczymi z państw bloku wschodniego, m.in. Stalą Ilsenburg, TJ TŻ Trzyniec, Metalurgiem Pernik czy Iskrą Smoleńsk.
W 1985 drużyna juniorów Rakowa trenowana przez Zbigniewa Dobosza i Andrzeja Lewandowskiego wygrała ogólnopolską spartakiadę młodzieży w kategorii piętnastolatków. Przez wiele lat, do 1991 roku, trenerem drużyny piłkarskiej był były piłkarz Rakowa, Jan Basiński. W 1993 roku juniorska drużyna klubu pod kierownictwem Gotharda Kokotta zajęła 2 miejsce w rozgrywkach juniorów młodszych (U-17). Zawodnik klubu Jacek Magiera zdobył Mistrzostwo Europy w piłce nożnej do lat 16 oraz zajął 4. miejsce na Mistrzostwach Świata w piłce nożnej do lat 17. W sezonie 1993/1994 siatkarze klubu zajęli 3 miejsce w Pucharze Polski.

#### 1994–2025
W latach 1994–1998 zespół piłkarski występował w I lidze, w sezonie 1995/96 kończąc rozgrywki ligowe na 8. miejscu. W 1995 roku Raków dotarł do ćwierćfinału Pucharu Polski (uległ warszawskiej Legii), a rok później również w ćwierćfinale przegrał z Ruchem Chorzów. W 2001 roku klub spadł do IV ligi. 11 lipca 2002 roku powołano do życia Klub Sportowy Raków. W tym samym roku zlikwidowano sekcję siatkarską klubu. W sezonie 2002/2003 zawodnik Tomasz Czok zdobył 15 goli, zostając królem strzelców grupy śląskiej I IV ligi. W sezonie 2003/2004 zespół dotarł do ćwierćfinału Pucharu Polski, gdzie przegrał z Jagiellonią Białystok. W 2005 roku po wygranym dwumeczu z Koszarawą Żywiec KS Raków Częstochowa awansował do III ligi (od 2008 roku II liga). Królem strzelców w grupie w sezonie 2004/2005 został Tomasz Czok strzelając 23 bramki.

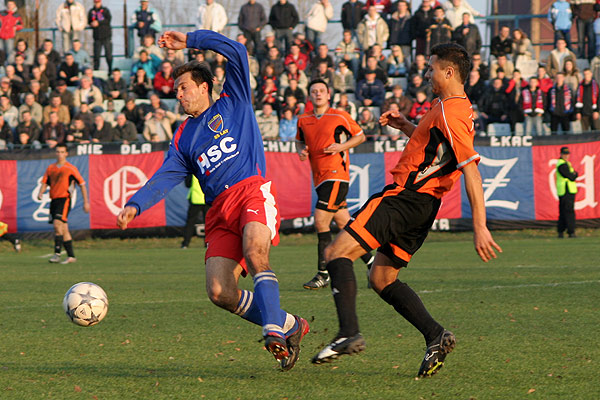
Mecz III ligi – Raków Częstochowa – Chrobry Głogów

1 lipca 2011 roku utworzono spółkę akcyjną RKS Raków Częstochowa, która przejęła sekcję piłki nożnej KS Raków Częstochowa. W 2011 roku obchodzono 90-lecie istnienia klubu. Z tej okazji rozegrano towarzyski mecz z Wisłą Kraków, wygrany przez Raków 1:0.
W 2014 roku właścicielem klubu został przedsiębiorca Michał Świerczewski.
W sezonie 2016/17 zespół pod kierownictwem Marka Papszuna zwyciężył w II lidze i zapewnił sobie awans do I ligi. Drużyna rezerw grała wówczas w IV lidze. W Plebiscycie Piłki Nożnej Andrzej Niewulis otrzymał tytuł pierwszoligowca roku 2018.
10 kwietnia 2019 roku w półfinale Pucharu Polski zespół przegrał z Lechią Gdańsk. 24 kwietnia 2019 roku Raków pokonał na własnym stadionie 2:0 drużynę Podbeskidzia Bielsko-Biała w meczu 30 kolejki I ligi, dzięki czemu po 21 latach przerwy awansował do Ekstraklasy. W Plebiscycie Piłki Nożnej Marek Papszun otrzymał tytuł trenera roku 2020, a Raków Częstochowa tytuł drużyny roku 2020.
W 2021 roku klub sportowy obchodził 100-lecie istnienia. Z tej okazji 29 marca 2021 roku w meczu 22 kolejki Ekstraklasy z Górnikiem Zabrze drużyna zagrała w sznurowanych zielono-czarnych koszulkach, nawiązujących do pierwszych barw klubu.
W sezonie 2020/2021 zespół zagrał w finale Pucharu Polski. 2 maja 2021 roku w meczu na Arenie Lublin RKS Raków wygrał 2:1 z Arką Gdynia. Rakowianie przegrywali 0:1 po golu Mateusza Żebrowskiego w 57 minucie, ale zaprezentowali wspaniały finisz. W 81. minucie wyrównał Ivi López, a o zwycięstwie przesądził David Tijanić strzelając drugiego gola w 89. minucie. Raków zdobył Puchar Polski, przez co był uprawniony do startu w kwalifikacjach do Ligi Konferencji Europy UEFA. Królem strzelców turnieju został Vladislavs Gutkovskis. 10 maja 2021 roku w meczu 29 kolejki Ekstraklasy Raków na własnym stadionie wygrał 1:0 z Piastem Gliwice, przez co na kolejkę przed końcem rozgrywek został srebrnym medalistą Mistrzostw Polski. Marek Papszun został wybrany trenerem, a Kamil Piątkowski młodzieżowcem sezonu 2020/2021 Ekstraklasy. Po zakończeniu sezonu Kamil Piątkowski przeszedł do mistrza Austrii Red Bull Salzburg za kwotę 5 milionów euro, a David Tijanić do Göztepe SK za kwotę 2 milionów euro.
17 lipca 2021 roku Raków zagrał w Warszawie mecz o Superpuchar Polski z mistrzem Polski Legią Warszawa. Ponieważ w podstawowym czasie gry był remis 1:1, o zwycięstwie zadecydowały rzuty karne, po których wygrał Raków 4:3.

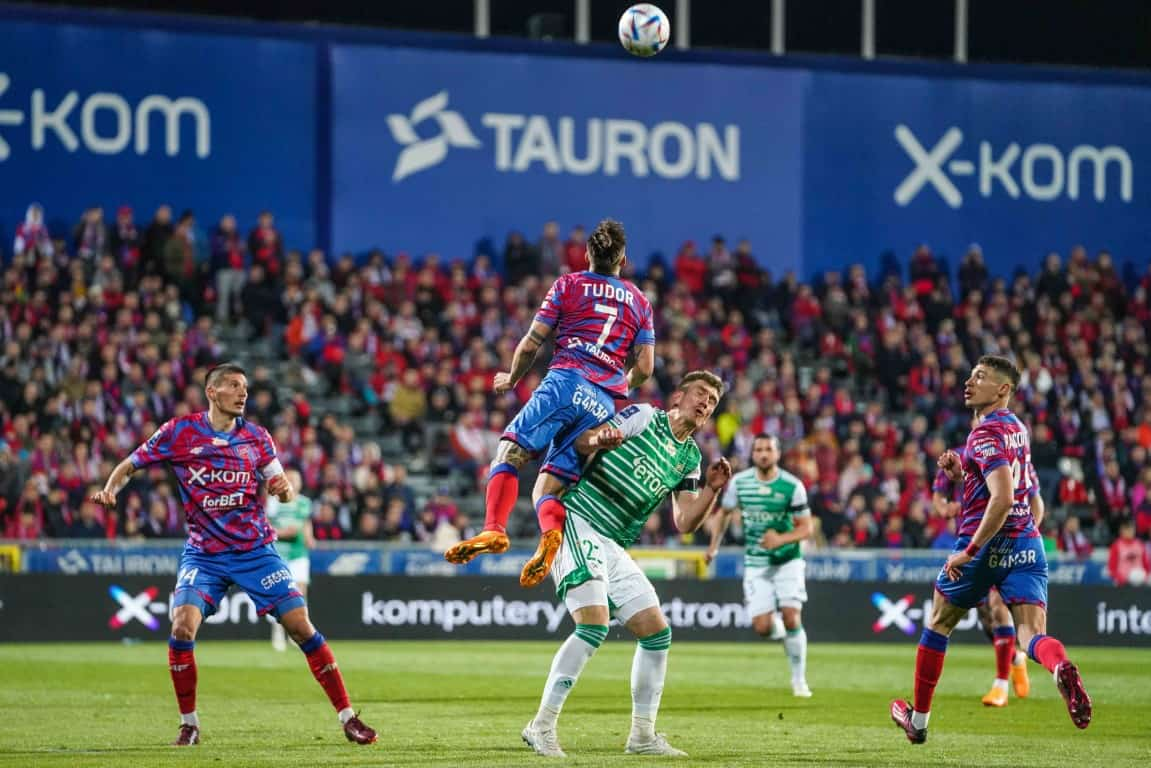
Mecz Ekstraklasy – Raków Częstochowa – Lechia Gdańsk

W kwalifikacjach do Ligi Konferencji Europy UEFA drużyna w dwumeczach pokonała Sūduvę Mariampol (0:0, k. 4:3) i Rubin Kazań (1:0), lecz w rundzie play-off przegrała z KAA Gent (1:3). Raków rozgrywał swoje mecze domowe na Stadionie Miejskim w Bielsku-Białej.
2 maja 2022 roku drużyna Rakowa obroniła tytuł zdobywcy Pucharu Polski wygrywając na Stadionie Narodowym w Warszawie 3:1 z Lechem Poznań. Gole dla drużyny strzelili Vladislavs Gutkovskis, Mateusz Wdowiak i Ivi López. Mateusz Wdowiak został jednym z królów strzelców turnieju.
21 maja 2022 roku w meczu 34 kolejki Ekstraklasy Raków na własnym stadionie wygrał 3:0 z Lechią Gdańsk, przez co zespół drugi raz z rzędu zdobył wicemistrzostwo Polski. Królem strzelców ekstraklasy został Ivi López zdobywając dla klubu 20 bramek. Ponadto został wybrany najlepszym pomocnikiem i najlepszym piłkarzem sezonu 2021/2022 Ekstraklasy. Vladan Kovačević otrzymał tytuł najlepszego bramkarza sezonu.
9 lipca 2022 roku Raków zagrał w Poznaniu mecz o Superpuchar Polski z mistrzem Polski Lechem Poznań. Raków wygrał 2:0. Gole dla drużyny strzelili Bogdan Racovitan i Mateusz Wdowiak.
W kwalifikacjach do Ligi Konferencji Europy UEFA drużyna w dwumeczach pokonała FK Astanę (6:0) i Spartak Trnawę (3:0), lecz w rundzie play-off przegrała ze Slavią Praga (2:3).
W Plebiscycie Piłki Nożnej 2022 Marek Papszun został po raz trzeci wybrany trenerem roku.
W sezonie 2022/2023 Raków trzeci raz z rzędu zagrał w finale Pucharu Polski, w którym po bezbramkowym remisie przegrał z Legią Warszawa 5:6 w serii rzutów karnych. 7 maja 2023 roku Pogoń Szczecin wygrała na swoim boisku 2:1 z Legią Warszawa. Ten wynik sprawił, że na trzy kolejki przed końcem sezonu Raków zapewnił sobie pierwsze w historii mistrzostwo Polski. Podczas Gali Ekstraklasy podsumowującej sezon 2022/2023 Vladan Kovačević został po raz drugi z rzędu wybrany bramkarzem sezonu, Fran Tudor otrzymał tytuł obrońcy sezonu, a Marek Papszun został wybrany trenerem sezonu.
W sezonie 2023/2024 Raków uczestniczył w eliminacjach Ligi Mistrzów. W drodze do fazy play-off kwalifikacji wyeliminował nie tylko Florę Tallinn, ale i faworyzowane kluby Qarabağ FK oraz Aris Limassol. W ostatniej fazie eliminacji los skojarzył Raków z mistrzem Danii FC Kopenhaga – w pierwszym meczu przegrał 0:1, w drugim zremisował 1:1. Jako przegrany tego etapu rozgrywek, zyskał prawo gry w fazie grupowej Ligi Europy. W samej grupie, w której trafił na Sporting CP, Atalantę BC i Sturm Graz, zdobył cztery punkty i zajął ostatnie miejsce. Po zakończeniu sezonu Ante Crnac przeszedł do Norwich City F.C. za kwotę 11 milionów euro, Vladan Kovačević do Sporting CP za kwotę 4,81 milionów euro, a John Yeboah do Venezia FC za kwotę 2,5 milionów euro.
24 maja 2025 roku w meczu 34 kolejki Ekstraklasy Raków na własnym stadionie wygrał 2:0 z Widzewem Łódź, przez co zespół zdobył wicemistrzostwo Polski. Podczas Gali Ekstraklasy zorganizowanej na zakończenie sezonu 2024/2025 Kacper Trelowski został wybrany młodzieżowcem sezonu.

## Sezony ligowe

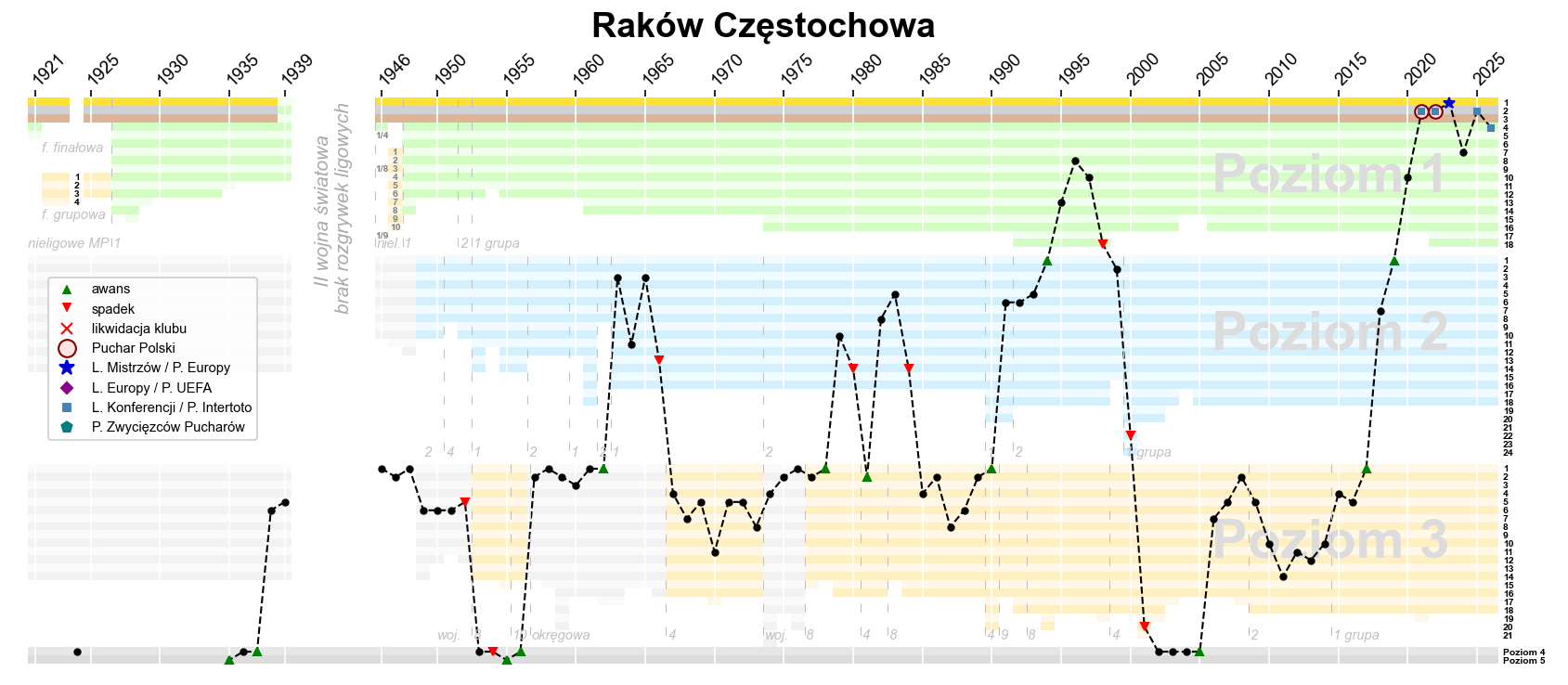
Historia występów Rakowa Częstochowa w rozgrywkach ligowych

| Sezon | Rozgrywki ligowe | Rozgrywki ligowe                                        | Rozgrywki ligowe | Rozgrywki ligowe | Rozgrywki ligowe | Rozgrywki ligowe | Rozgrywki ligowe | Rozgrywki ligowe | Rozgrywki ligowe | Rozgrywki ligowe                                                                            | Rozgrywki ligowe                                                 | Puchar Polski (rozgrywki centralne) |
| Sezon | Poziom           | Nazwa ligi                                              | Miejsce          | M                | Z                | R                | P                | +/−              | Pkt              | Uwagi                                                                                       | Najlepszy strzelec                                               | Puchar Polski (rozgrywki centralne) |
| --- | ---------------- | ------------------------------------------------------- | ---------------- | ---------------- | ---------------- | ---------------- | ---------------- | ---------------- | ---------------- | ------------------------------------------------------------------------------------------- | ---------------------------------------------------------------- | ----------------------------------- |
| 1924 | IV               | Klasa C Częstochowa                                     | 4                |                  |                  |                  |                  |                  |                  |                                                                                             | bd.                                                              | turniej nie odbył się               |
| 1934/1935 | V                | Klasa C Częstochowa                                     | 1                |                  |                  |                  |                  |                  |                  | Awans do Klasy B                                                                            | bd.                                                              | turniej nie odbył się               |
| 1935/1936 | IV               | Klasa B Częstochowa                                     | 5                |                  |                  |                  |                  |                  |                  |                                                                                             | bd.                                                              | turniej nie odbył się               |
| 1936/1937 | IV               | Klasa B Częstochowa                                     | 1                |                  |                  |                  |                  |                  |                  | Awans do Klasy A                                                                            | bd.                                                              | turniej nie odbył się               |
| 1937/1938 | III              | Klasa A Częstochowa                                     | 6                |                  |                  |                  |                  |                  |                  |                                                                                             | bd.                                                              | turniej nie odbył się               |
| 1938/1939 | III              | Klasa A Częstochowa                                     | 5                |                  |                  |                  |                  |                  |                  |                                                                                             | bd.                                                              | turniej nie odbył się               |
| 1945 | –                | Mistrzostwo OZPN Częstochowa – Gr. I                    | 4                | 10               |                  |                  |                  | 17-28            | 10               |                                                                                             | bd.                                                              | turniej nie odbył się               |
| 1946 | III              | Klasa B Gr. I Częstochowa                               | 1                | 30               | 22               | 4                | 4                | 57-11 (130-48)   | 22               | porażka w barażach z Czarnymi Radomsko                                                      | Czesław Kusal (39)                                               | turniej nie odbył się               |
| 1947 | III              | Klasa B                                                 | 2                |                  |                  |                  |                  | 32-22            | 13               |                                                                                             | Czesław Kusal                                                    | turniej nie odbył się               |
| 1948 | III              | Klasa B                                                 | 1                | 8                | 6                | 0                | 2                | 24-11            |                  | Awans do Klasy A po barażach z Czarnymi Radomsko (anulowano), nast. Wartą Pławno (5:0, 3:0) | Czesław Kusal                                                    | turniej nie odbył się               |
| 1948/1949 | III              | Klasa A                                                 | 6                |                  |                  |                  |                  |                  |                  | W 1949 r. utworzono ZS Związkowiec Częstochowa z drużyn KS Brygada i RKS Raków              | bd.                                                              | turniej nie odbył się               |
| 1949/1950 | III              | Klasa A                                                 | 6                | 12               |                  |                  |                  | 17-44            | 5                | W Kole Sportowym Zrzeszenia Stal występowali zawodnicy klubu RKS Elektrodyn Częstochowa     | bd.                                                              | turniej nie odbył się               |
| 1951 | III              | Klasa wojewódzka                                        | 6                | 6                |                  |                  |                  | 11-19            | 3                | Pod nazwą Koło Sportowe Zrzeszenia Stal przy Hucie Częstochowa                              | bd.                                                              | –                                   |
| 1952 | III              | Klasa wojewódzka                                        | 5                | 17               |                  |                  |                  | 44-28            | 18               |                                                                                             | bd.                                                              | –                                   |
| 1953 | IV               | Klasa A                                                 |                  |                  |                  |                  |                  |                  |                  |                                                                                             | bd.                                                              | turniej nie odbył się               |
| 1954 | IV               | Klasa A Grupa III                                       | 11               | 26               |                  |                  |                  | 41-59            | 18               | Pod nazwą Huta Bieruta Częstochowa                                                          | bd.                                                              | –                                   |
| 1955 | V                | Klasa B                                                 | 1                | 18               |                  |                  |                  | 97-24            | 33               | Awans do Klasy A                                                                            | bd.                                                              | –                                   |
| 1956 | IV               | Klasa A                                                 | 3                | 18               |                  |                  |                  |                  | 21               |                                                                                             | bd.                                                              | –                                   |
| 1957 | III              | III liga (Zagłębie)                                     | 2                | 18               | 9                | 4                | 5                | 47-27            | 22               |                                                                                             | bd.                                                              | –                                   |
| 1958 | III              | III liga (Zagłębie)                                     | 1                | 18               |                  |                  |                  | 42-19            | 27               | baraże o awans do II ligi                                                                   | Jerzy Stachowiak                                                 | turniej nie odbył się               |
| 1958 | III              | Elimin. do II ligi – Gr. I                              | 3                | 6                | 2                | 1                | 3                | 8-16             | 5                | baraże o awans do II ligi                                                                   | Jerzy Stachowiak                                                 | turniej nie odbył się               |
| 1959 | III              | III liga (Zagłębie)                                     | 2                | 20               |                  |                  |                  | 32-21            | 27               |                                                                                             | bd.                                                              | turniej nie odbył się               |
| 1960 | III              | III liga (Zagłębie)                                     | 3                | 18               |                  |                  |                  | 33-24            | 23               |                                                                                             | Ryszard Flak                                                     | turniej nie odbył się               |
| 1961 | III              | III liga (Zagłębie)                                     | 1                | 22               |                  |                  |                  | 67-20            | 36               | baraże o awans do II ligi                                                                   | Ryszard Flak                                                     | turniej nie odbył się               |
| 1961 | III              | Elimin. do II ligi – Gr. V                              | 3                | 4                | 1                | 1                | 2                | 5-6              | 3                | baraże o awans do II ligi                                                                   | Ryszard Flak                                                     | turniej nie odbył się               |
| 1962 | III              | III liga (Zagłębie)                                     | 1                | 22               |                  |                  |                  | 74-27            | 36               |                                                                                             | Ryszard Flak                                                     | –                                   |
| 1962 | III              | Elimin. do II ligi – Gr. II                             | 1                | 8                | 6                | 1                | 1                | 24-11            | 13               | Awans do II ligi                                                                            | Ryszard Flak                                                     | –                                   |
| 1962/1963 | II               | II liga                                                 | 3                | 30               | 17               | 5                | 8                | 59-35            | 39               |                                                                                             | Kazimierz Szmidt                                                 | I runda                             |
| 1963/1964 | II               | II liga                                                 | 11               | 30               | 10               | 8                | 12               | 42-44            | 28               |                                                                                             | Kazimierz Szmidt                                                 | I runda                             |
| 1964/1965 | II               | II liga                                                 | 3                | 30               | 16               | 8                | 6                | 59-33            | 40               |                                                                                             | Kazimierz Szmidt                                                 | 1/16 finału                         |
| 1965/1966 | II               | II liga                                                 | 13               | 30               | 10               | 8                | 12               | 30-51            | 28               | Spadek do III ligi                                                                          | bd.                                                              | 1/8 finału                          |
| 1966/1967 | III              | III liga, grupa II (Kraków)                             | 4                | 30               |                  |                  |                  | 58-34            | 36               |                                                                                             | bd.                                                              | Finał                               |
| 1967/1968 | III              | III liga, grupa II (Kraków)                             | 7                | 30               |                  |                  |                  | 41-30            | 31               |                                                                                             | bd.                                                              | –                                   |
| 1968/1969 | III              | III liga, grupa II (Kraków)                             | 5                | 30               |                  |                  |                  | 36-32            | 34               |                                                                                             | bd.                                                              | –                                   |
| 1969/1970 | III              | III liga, grupa II (Kraków)                             | 11               | 30               |                  |                  |                  | 31-30            | 28               |                                                                                             | bd.                                                              | –                                   |
| 1970/1971 | III              | III liga, grupa II (Kraków)                             | 5                | 30               | 11               | 10               | 9                | 28-26            | 32               |                                                                                             | bd.                                                              | –                                   |
| 1971/1972 | III              | III liga, grupa II (Kraków)                             | 5                | 30               |                  |                  |                  | 40-30            | 34               |                                                                                             | bd.                                                              | Półfinał                            |
| 1972/1973 | III              | III liga, grupa II (Kraków)                             | 8                | 30               |                  |                  |                  | 35-38            | 31               |                                                                                             | bd.                                                              | –                                   |
| 1973/1974 | III              | Klasa wojewódzka Katowice I, grupa A                    | 4                | 26               |                  |                  |                  | 45-30            | 32               |                                                                                             | bd.                                                              | 1/16 finału                         |
| 1974/1975 | III              | Klasa Wojewódzka, grupa II                              | 2                | 26               |                  |                  |                  | 69-17            | 39               |                                                                                             | bd.                                                              | –                                   |
| 1975/1976 | III              | Liga Okręgowa Katowice, grupa II                        | 1                | 26               | 20               | 3                | 3                | 61-14            | 43               |                                                                                             | bd.                                                              | –                                   |
| 1976/1977 | III              | III liga, grupa V                                       | 2                | 26               |                  |                  |                  | 38-18            | 37               |                                                                                             | bd.                                                              | –                                   |
| 1977/1978 | III              | III liga, grupa V                                       | 1                | 26               |                  |                  |                  | 56-24            | 40               | Awans do II ligi                                                                            | bd.                                                              | –                                   |
| 1978/1979 | II               | II liga, grupa II                                       | 10               | 30               | 12               | 6                | 12               | 38-33            | 30               |                                                                                             | Zdzisław Sławuta                                                 | –                                   |
| 1979/1980 | II               | II liga, grupa II                                       | 14               | 30               | 9                | 6                | 15               | 26-40            | 24               | Spadek do III ligi                                                                          | bd.                                                              | II runda                            |
| 1980/1981 | III              | III liga, grupa III                                     | 2                | 30               |                  |                  |                  | 39-24            | 37               | Awans do II ligi                                                                            | bd.                                                              | III runda                           |
| 1981/1982 | II               | II liga, grupa II                                       | 8                | 30               | 8                | 15               | 7                | 21-28            | 31               |                                                                                             | bd.                                                              | II runda (druga drużyna)            |
| 1982/1983 | II               | II liga, grupa II                                       | 5                | 30               | 12               | 7                | 11               | 32-28            | 31               |                                                                                             | bd.                                                              | II runda                            |
| 1983/1984 | II               | II liga, grupa II                                       | 14               | 30               | 7                | 12               | 11               | 27-35            | 26               | Spadek do III ligi                                                                          | Zbigniew Sołtysik (11)                                           | II runda                            |
| 1984/1985 | III              | III liga, grupa VI                                      | 4                | 26               |                  |                  |                  | 29-19            | 34               |                                                                                             | bd.                                                              | II runda                            |
| 1985/1986 | III              | III liga, grupa VI                                      | 2                | 30               |                  |                  |                  | 44-28            | 43               |                                                                                             | bd.                                                              | –                                   |
| 1986/1987 | III              | III liga, grupa VI                                      | 8                | 30               |                  |                  |                  | 29-23            | 33               |                                                                                             | bd.                                                              | I runda                             |
| 1987/1988 | III              | III liga, grupa VI                                      | 6                | 30               |                  |                  |                  | 33-27            | 34               |                                                                                             | bd.                                                              | I runda                             |
| 1988/1989 | III              | III liga, grupa VI                                      | 2                | 30               |                  |                  |                  | 56-19            | 53               |                                                                                             | bd.                                                              | –                                   |
| 1989/1990 | III              | III liga, grupa 3 (Śląsk)                               | 1                | 38               |                  |                  |                  | 75-20            | 65               | Awans do II ligi                                                                            | bd.                                                              | –                                   |
| 1990/1991 | II               | II liga                                                 | 6                | 38               | 16               | 11               | 11               | 43-34            | 43               |                                                                                             | Waldemar Żebrowski (11)                                          | –                                   |
| 1991/1992 | II               | II liga, grupa I                                        | 6                | 32               | 13               | 9                | 10               | 45-43            | 35               |                                                                                             | Waldemar Żebrowski (12)                                          | IV runda (1/16 finału)              |
| 1992/1993 | II               | II liga, grupa I                                        | 5                | 34               | 13               | 13               | 8                | 46-32            | 39               |                                                                                             | Waldemar Żebrowski (13)                                          | III runda                           |
| 1993/1994 | II               | II liga, grupa I                                        | 1                | 34               | 21               | 7                | 6                | 62-22            | 49               | Awans do I ligi                                                                             | Waldemar Żebrowski (12)                                          | II runda                            |
| 1994/1995 | I                | I liga                                                  | 13               | 34               | 9                | 13               | 12               | 31-43            | 34               |                                                                                             | Jan Spychalski (8)                                               | Ćwierćfinał                         |
| 1995/1996 | I                | I liga                                                  | 8                | 34               | 12               | 8                | 14               | 33-36            | 44               |                                                                                             | Piotr Mandrysz, Paweł Skrzypek i Grzegorz Skwara (po 5)          | Ćwierćfinał                         |
| 1996/1997 | I                | I liga                                                  | 10               | 34               | 11               | 11               | 12               | 35-39            | 44               |                                                                                             | Jacek Magiera i Grzegorz Skwara (po 6)                           | 1/8 finału                          |
| 1997/1998 | I                | I liga                                                  | 18               | 34               | 4                | 5                | 25               | 21-68            | 17               | Spadek do II ligi                                                                           | Robert Szopa (6)                                                 | IV runda (1/16 finału)              |
| 1998/1999 | II               | II liga, grupa zachodnia                                | 2                | 26               | 14               | 5                | 7                | 44-20            | 47               |                                                                                             | Grzegorz Skwara (11)                                             | IV runda (1/16 finału)              |
| 1999/2000 | II               | II liga                                                 | 22               | 46               | 11               | 7                | 28               | 49-80            | 40               | Spadek do III ligi                                                                          | Marcin Bojarski (12)                                             | IV runda (1/16 finału)              |
| 2000/2001 | III              | III liga, grupa: Lubuskie, Dolny Śląsk, Opolskie, Śląsk | 20               | 38               | 1                | 4                | 33               | 16-139           | 7                | Spadek do IV ligi                                                                           | bd.                                                              | II runda                            |
| 2001/2002 | IV               | IV liga, grupa: śląska I                                | 8                | 30               | 10               | 8                | 12               | 39-55            | 38               |                                                                                             | bd.                                                              | –                                   |
| 2002/2003 | IV               | IV liga, grupa: śląska I                                | 8                | 30               | 12               | 6                | 12               | 47-39            | 42               |                                                                                             | Tomasz Czok (15)                                                 | –                                   |
| 2003/2004 | IV               | IV liga, grupa: śląska I                                | 2                | 30               | 16               | 8                | 6                | 50-28            | 56               |                                                                                             | Piotr Malinowski (15)                                            | Ćwierćfinał                         |
| 2004/2005 | IV               | IV liga, grupa: śląska I                                | 1                | 30               | 25               | 3                | 2                | 68-17            | 78               | Awans do III ligi po barażach z Koszarawą Żywiec                                            | Tomasz Czok (23)                                                 | I runda                             |
| 2005/2006 | III              | III liga, grupa 3                                       | 7                | 30               | 12               | 7                | 11               | 45-28            | 43               |                                                                                             | Damian Sołtysik (12)                                             | –                                   |
| 2006/2007 | III              | III liga, grupa 3                                       | 5                | 30               | 12               | 11               | 7                | 43-30            | 47               |                                                                                             | Bartosz Gliński (6)                                              | –                                   |
| 2007/2008 | III              | III liga, grupa 3                                       | 2                | 30               | 19               | 2                | 9                | 58-26            | 59               | Powstanie ekstraklasy, przejście do II ligi bez zmiany poziomu rozgrywkowego                | Grzegorz Skwara (14)                                             | –                                   |
| 2008/2009 | III              | II liga, grupa zachodnia                                | 5                | 34               | 15               | 9                | 10               | 46-32            | 54               |                                                                                             | Tomasz Foszmańczyk i Artur Lenartowski (po 8)                    | –                                   |
| 2009/2010 | III              | II liga, grupa zachodnia                                | 10               | 34               | 11               | 12               | 11               | 38-31            | 45               |                                                                                             | Artur Lenartowski (8)                                            | Runda przedwstępna                  |
| 2010/2011 | III              | II liga, grupa zachodnia                                | 14               | 34               | 10               | 14               | 10               | 42-40            | 44               |                                                                                             | Mateusz Zachara (10)                                             | Runda przedwstępna                  |
| 2011/2012 | III              | II liga, grupa zachodnia                                | 11               | 34               | 12               | 8                | 14               | 37-51            | 44               |                                                                                             | Maciej Gajos (9)                                                 | Runda przedwstępna                  |
| 2012/2013 | III              | II liga, grupa zachodnia                                | 12               | 34               | 12               | 7                | 15               | 43-44            | 43               |                                                                                             | Artur Pląskowski, Rafał Czerwiński, Joshua Balogun Kayode (po 7) | Runda przedwstępna                  |
| 2013/2014 | III              | II liga, grupa zachodnia                                | 10               | 34               | 13               | 9                | 12               | 44-40            | 48               |                                                                                             | Dawid Retlewski (11)                                             | Runda wstępna                       |
| 2014/2015 | III              | II liga                                                 | 4                | 34               | 17               | 6                | 11               | 43-34            | 57               | Baraże o I ligę                                                                             | Dariusz Pawlusiński (10)                                         | Runda wstępna                       |
| 2015/2016 | III              | II liga                                                 | 5                | 34               | 15               | 8                | 11               | 59-48            | 53               |                                                                                             | Wojciech Okińczyc i Damian Warchoł (po 11)                       | Runda wstępna                       |
| 2016/2017 | III              | II liga                                                 | 1                | 34               | 20               | 11               | 3                | 64-29            | 71               | Awans do I ligi                                                                             | Rafał Figiel i Przemysław Oziębała (po 10)                       | 1/16 finału                         |
| 2017/2018 | II               | I liga                                                  | 7                | 34               | 14               | 9                | 11               | 50-40            | 51               |                                                                                             | Adam Czerkas (8)                                                 | Runda wstępna                       |
| 2018/2019 | II               | I liga                                                  | 1                | 34               | 20               | 10               | 4                | 54-22            | 70               | Awans do Ekstraklasy                                                                        | Szymon Lewicki i Tomáš Petrášek (po 8)                           | Półfinał                            |
| 2019/2020 | I                | Ekstraklasa                                             | 10               | 37               | 16               | 5                | 16               | 51-56            | 53               |                                                                                             | Felicio Brown Forbes (10)                                        | 1/8 finału                          |
| 2020/2021 | I                | Ekstraklasa                                             | 2                | 30               | 17               | 8                | 5                | 46-25            | 59               | Zwycięstwo w meczu o Superpuchar Polski                                                     | Ivi López (9)                                                    | Zwycięstwo                          |
| 2021/2022 | I                | Ekstraklasa                                             | 2                | 34               | 20               | 9                | 5                | 60-30            | 69               | Runda play-off Ligi Konferencji Europy UEFA Zwycięstwo w meczu o Superpuchar Polski         | Ivi López (20)                                                   | Zwycięstwo                          |
| 2022/2023 | I                | Ekstraklasa                                             | 1                | 34               | 23               | 6                | 5                | 63-24            | 75               | Runda play-off Ligi Konferencji Europy UEFA                                                 | Ivi López i Bartosz Nowak (po 9)                                 | Finał                               |
| 2023/2024 | I                | Ekstraklasa                                             | 7                | 34               | 14               | 10               | 10               | 54-39            | 52               | Faza grupowa Ligi Europy                                                                    | Ante Crnac (8)                                                   | 1/4 finału                          |
| 2024/2025 | I                | Ekstraklasa                                             | 2                | 34               | 20               | 9                | 5                | 51-23            | 69               |                                                                                             | Jonatan Braut Brunes (14)                                        | I runda                             |
| Źródła: RKS Raków Częstochowa SA. 90minut.pl. [dostęp 2021-05-10]. (pol.)., Polska Liga Klubów. [dostęp 2016-09-02]. [zarchiwizowane z tego adresu (2016-05-20)]. (pol.)., WikiZagłębie.pl. [dostęp 2016-09-02]. (pol.). |                  |                                                         |                  |                  |                  |                  |                  |                  |                  |                                                                                             |                                                                  |                                     |

I poziom – 10 sezonów, II poziom – 17 sezonów, III poziom – 47 sezonów, IV poziom – 9 sezonów, V poziom – 2 sezony

## Historyczne mecze

### Finał Pucharu Polski (1967)
| 9 lipca 1967 17:00 | Wisła Kraków · Sykta 107' · Skupnik 111' | 2:0 pd.0:0Raport | Raków Częstochowa | Stadion Błękitnych, Kielce Widzów: 6 000 Sędzia: Stanisław Eksztajn (Warszawa) |
|                    |                                          |                  |                   |                                                                                |

### Finał Pucharu Polski (2021)
| 2 maja 2021 16:00 | Raków Częstochowa · López 81' · Tijanić 89' | 2:10:0Raport | Arka Gdynia · 57' Żebrowski | Arena Lublin, Lublin Widzów: 0 Sędzia: Paweł Gil (Lublin) |
|                   |                                             |              |                             |                                                           |

### Mecz o Superpuchar Polski (2021)
| 17 lipca 2021 20:00                                  | Legia Warszawa · Emreli 90' | 1:1 k. 3:4(0:1, 1:1)Raport                 | Raków Częstochowa · 10' Tudor | Stadion Wojska Polskiego, Warszawa Widzów: 10 870 Sędzia: Damian Sylwestrzak (Wrocław) |
|                                                      |                             |                                            |                               |                                                                                        |
|                                                      |                             | Rzuty karne                                |                               |                                                                                        |
| Pekhart · Kapustka · Emreli · Juranović · Mladenović |                             | Petrášek · López · Arsenić · Arak · Rundić |                               |                                                                                        |

### Finał Pucharu Polski (2022)
| 2 maja 2022 16:00 | Lech Poznań · Amaral 52' | 1:3(0:2)Raport | Raków Częstochowa · 6' Gutkovskis · 36' Wdowiak · 77' López | PGE Narodowy, Warszawa Widzów: 35 694 Sędzia: Szymon Marciniak (Płock) |
|                   |                          |                |                                                             |                                                                        |

### Mecz o Superpuchar Polski (2022)
| 9 lipca 2022 20:10 | Lech Poznań | 0:2(0:1)Raport | Raków Częstochowa · 43' Racovițan · 51' Wdowiak | Stadion Miejski, Poznań Widzów: 15 898 Sędzia: Paweł Raczkowski (Warszawa) |
|                    |             |                |                                                 |                                                                            |

### Finał Pucharu Polski (2023)
| 2 maja 2023 16:00 CEST                                          | Legia Warszawa | 0:0 (pd.) k. 6:5(0:0, 0:0, 0:0)                            | Raków Częstochowa | PGE Narodowy, Warszawa Widzów: 44 701 Sędzia: Piotr Lasyk |
|                                                                 |                |                                                            |                   |                                                           |
|                                                                 |                | Rzuty karne                                                |                   |                                                           |
| Slisz · Rosołek · Augustyniak · Sokołowski · Wszołek · Nawrocki |                | Tudor · Svarnas · Piasecki · Nowak · Jean Carlos · Wdowiak |                   |                                                           |

## Statystyki
Stan na 25 kwietnia 2025

### Drużynowe
| Pierwszy mecz:                            |
| ----------------------------------------- |
| 30 lipca 1994 roku z Olimpią Poznań – 2:6 |
| Najwięcej bramek w sezonie:               |
| 63 w 34 meczach – 2022/2023               |
| Najmniej bramek w sezonie:                |
| 21 w 34 meczach – 1997/1998               |
| Najwięcej punktów w sezonie:              |
| 75 w 34 meczach – 2022/2023               |
| Najmniej punktów w sezonie:               |
| 17 w 34 meczach – 1997/1998               |

| Kolejne mecze bez porażki:                   | Kolejne mecze bez porażki:            |
| -------------------------------------------- | ------------------------------------- |
| 17                                           | (11 września 2022 – 18 marca 2023)    |
| Kolejne mecze bez porażki na własnym boisku: |                                       |
| 24                                           | (15 grudnia 2021 – 28 kwietnia 2023)  |
| Kolejne mecze wygrane:                       |                                       |
| 7                                            | (6 października – 12 listopada 2022)  |
| Kolejne mecze wygrane na własnym boisku:     |                                       |
| 12                                           | (31 sierpnia 2022 – 28 kwietnia 2023) |

| Najwyższe zwycięstwo na własnym boisku: | Najwyższe zwycięstwo na własnym boisku: |
| --------------------------------------- | --------------------------------------- |
| 7:1 z Wisłą Płock                       | 5 listopada 2022                        |
| Najwyższe zwycięstwo na wyjeździe:      |                                         |
| 3:0 z Wisłą Kraków                      | 27 października 1996                    |
| 3:0 z Lechią Gdańsk                     | 21 grudnia 2019                         |
| 4:1 z Podbeskidziem Bielsko-Biała       | 18 września 2020                        |
| 3:0 ze Stalą Mielec                     | 19 września 2021                        |
| 3:0 z Bruk-Bet Termalicą Nieciecza      | 16 kwietnia 2022                        |
| 4:1 ze Śląskiem Wrocław                 | 28 sierpnia 2022                        |
| 3:0 z Piastem Gliwice                   | 8 marca 2025                            |
| Najwyższa porażka na własnym boisku:    |                                         |
| 0:4 z Widzewem Łódź                     | 24 listopada 1996                       |
| 0:4 z Górnikiem Zabrze                  | 25 kwietnia 1998                        |
| Najwyższa porażka na wyjeździe:         |                                         |
| 0:5 z Lechem Poznań                     | 13 września 1997                        |
| Najwięcej bramek w jednym meczu:        |                                         |
| 4 – Vladislavs Gutkovskis               | 5 listopada 2022                        |

| Najwyższe zwycięstwo na własnym boisku: | Najwyższe zwycięstwo na własnym boisku: |
| --------------------------------------- | --------------------------------------- |
| 7:1 z Victorią Jaworzno                 | 11 października 1964                    |
| 6:0 ze Ślęzą Wrocław                    | 1993/1994                               |
| 6:0 ze Stalą Stalowa Wola               | 1999/2000                               |
| Najwyższe zwycięstwo na wyjeździe:      |                                         |
| 4:0 ze Ślęzą Wrocław                    | 1991/1992                               |
| 4:0 ze Stilonem Gorzów Wielkopolski     | 1992/1993                               |
| 4:0 z UKP Zielona Góra                  | 1998/1999                               |
| 4:0 z Naprzodem Rydułtowy               | 1998/1999                               |
| 5:1 z GKS 1962 Jastrzębie               | 17 listopada 2018                       |
| Najwyższa porażka u siebie:             |                                         |
| 0:3 z Polonią Bydgoszcz                 | 1962/1963                               |
| 1:4 z Motorem Lublin                    | 1965/1966                               |
| 0:3 z Górnikiem Zabrze                  | 1978/1979                               |
| 0:3 z KSZO Ostrowiec Świętokrzyski      | 1999/2000                               |
| Najwyższa porażka na wyjeździe:         |                                         |
| 0:6 z Garbarnią Kraków                  | 1965/1966                               |

Raków zajmuje 30. miejsce w tabeli wszech czasów Ekstraklasy mając następujący bilans:
| Bilans Rakowa w Ekstraklasie |       |            |        |         |          |          |        |
| Sezony                       | Mecze | Zwycięstwa | Remisy | Porażki | Bramki + | Bramki – | Punkty |
| 10                           | 323   | 136        | 81     | 106     | 419      | 371      | 480    |

Raków zajmuje 33. miejsce w tabeli wszech czasów I ligi mając następujący bilans:
| Bilans Rakowa w I lidze |       |            |        |         |          |          |        |
| Sezony                  | Mecze | Zwycięstwa | Remisy | Porażki | Bramki + | Bramki – | Punkty |
| 17                      | 548   | 223        | 146    | 179     | 727      | 620      | 651    |

Mecze w europejskich pucharach
| Pierwszy mecz                    | Pierwszy mecz   |
| -------------------------------- | --------------- |
| 0:0 z Sūduvą Mariampol (W)       | 22 lipca 2021   |
| Najwyższe zwycięstwo:            |                 |
| 5:0 z FK Astana (D)              | 21 lipca 2022   |
| Najwyższa porażka:               |                 |
| 0:4 z Atalanta (D)               | 14 grudnia 2023 |
| Najlepsi strzelcy:               |                 |
| 5 – Władysław Koczerhin          | 2022-2023       |
| 4 – Ivi López                    | 2022            |
| 4 – Fran Tudor                   | 2022-2023       |
| 3 – Łukasz Zwoliński             | 2023            |
| 3 – Fabian Piasecki              | 2023            |
| Najwięcej bramek w jednym meczu: |                 |
| 2 – Ivi López                    | 4 sierpnia 2022 |
| 2 – Łukasz Zwoliński             | 18 lipca 2023   |

Raków zajmuje 186. miejsce w rankingu klubowym UEFA, mając następujący bilans: (najwyższe w historii, 164 miejsce, klub zajął w 2024 r.)
| Bilans Rakowa w europejskich pucharach |       |            |        |         |          |          |
| Sezony                                 | Mecze | Zwycięstwa | Remisy | Porażki | Bramki + | Bramki – |
| 3                                      | 26    | 13         | 6      | 7       | 28       | 22       |

Mecze w Pucharze Polski na poziomie centralnym

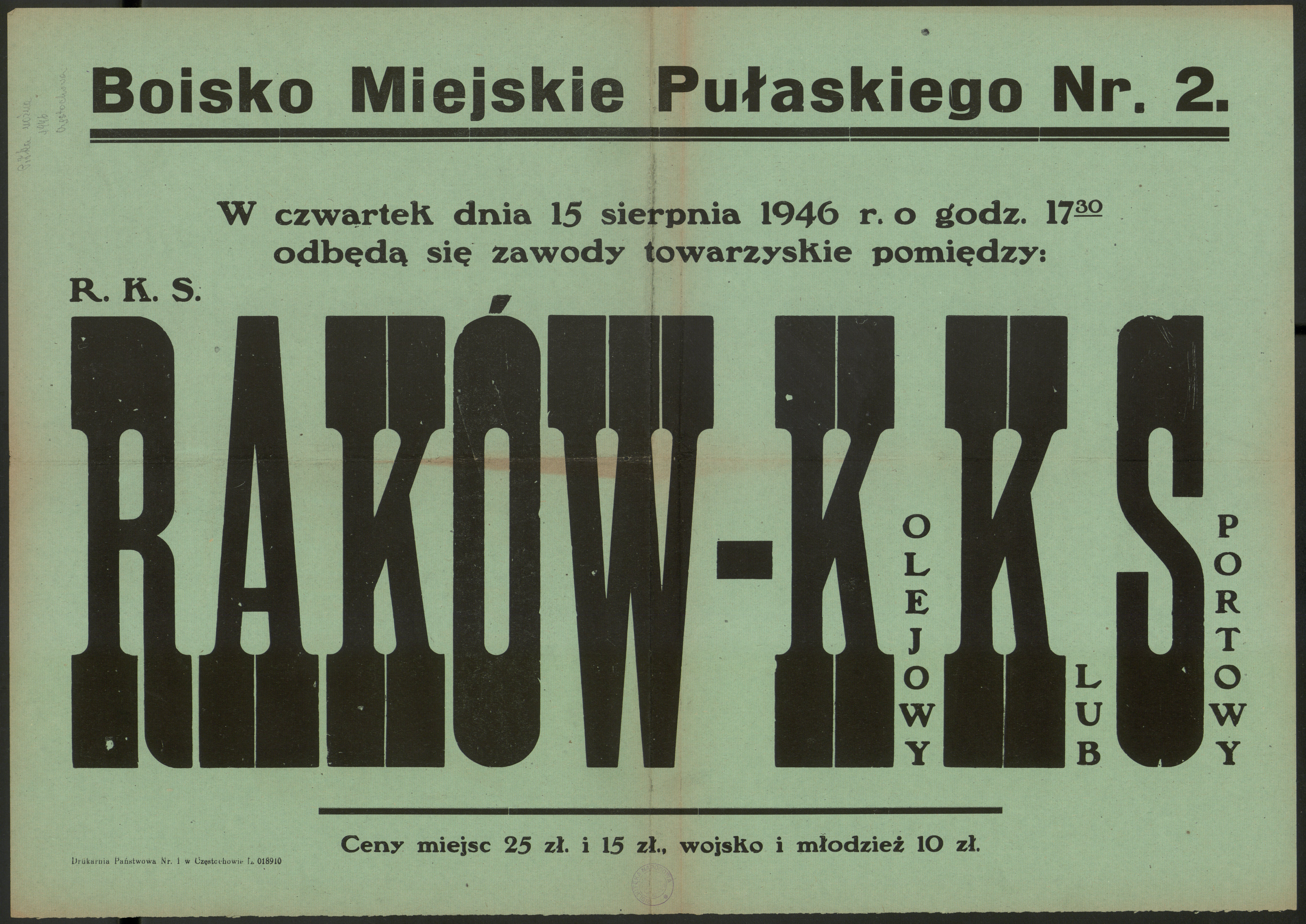
Afisz meczu towarzyskiego Raków Częstochowa – KKS Częstochowa rozegranego 15.08.1946 r. na Stadionie Miejskim w Częstochowie

| Pierwszy mecz                    | Pierwszy mecz        |
| -------------------------------- | -------------------- |
| 1:4 z Ludwikiem Zabrze (W)       | 25 listopada 1962    |
| Najwyższe zwycięstwo:            |                      |
| 9:0 ze Stalą Rzeszów (D)         | 21 listopada 1965    |
| Najwyższa porażka:               |                      |
| 1:5 z Widzewem Łódź (W)          | 13 listopada 1996    |
| 1:5 z Jagiellonią Białystok (D)  | 21 października 2003 |
| Najlepsi strzelcy:               |                      |
| 9 – Grzegorz Skwara              |                      |
| 9 – Jan Spychalski               |                      |
| 8 – Vladislavs Gutkovskis        |                      |
| 7 – Bernard Burczyk              |                      |
| 7 – Ivi López                    |                      |
| Najwięcej bramek w jednym meczu: |                      |
| 4 – Jan Spychalski               |                      |

| Bilans Rakowa w Pucharze Polski (poziom centralny) |       |            |        |         |          |          |
| Sezony                                             | Mecze | Zwycięstwa | Remisy | Porażki | Bramki + | Bramki – |
| 40                                                 | 94    | 53         | 0      | 41      | 166      | 122      |

#### Derby Częstochowy
Mecze Rakowa z innymi częstochowskimi drużynami. Nie uwzględniono meczów rozegranych przed 1939 rokiem. W pierwszych latach istnienia klubu derby rozgrywano z lokalnym rywalem Spartą Raków. Mecze derbowe w latach 1945–1968 ściągały na trybuny tysiące kibiców. Duże emocje budziły mecze rozgrywane w latach 1957–1962 pomiędzy Rakowem, Skrą i Victorią (od 1960 także Budowlanymi) w walce o awans do II ligi. Rywalizację tę wygrał ostatecznie Raków.
| Sezon      | Poziom   | RKS:Skra | Skra:RKS |
| ---------- | -------- | -------- | -------- |
| 1945       | OZPN     | 2:2      | 2:0      |
| 1957       | III liga | 4:1      | 1:1      |
| 1958       | III liga | bd.      | 2:2      |
| 1959       | III liga | 1:0      | 4:1      |
| 1960       | III liga | 0:2      | 2:0      |
| 1960/1961  | III liga | 4:2      | 2:2      |
| 1961/1962  | III liga | 2:0      | 3:3      |
| 1986/1987  | III liga | 4:0      | 1:2      |
| 2002/2003  | PP       | –        | 1:4      |
| 01.09.2004 | m.tow.   | 9:0      | –        |
| 30.01.2016 | m. tow.  | 4:2      | –        |
| 25.02.2017 | m. tow.  | 1:0      | –        |
| 16.07.2017 | m. tow.  | 2:1      | –        |
| 02.03.2018 | m. tow.  | –        | 1:2      |
| 13.07.2018 | m. tow.  | 1:0      | –        |
| 22.02.2019 | m. tow.  | 0:1      | –        |
| 12.07.2019 | m. tow.  | 1:0      | –        |
| 14.08.2020 | m. tow.  | 1:1      | –        |
| 18.07.2021 | m. tow.  | 2:0      | –        |
| 25.03.2022 | m. tow.  | 2:0      | –        |

| Sezon      | Poziom   | RKS:Victoria | Victoria:RKS |
| ---------- | -------- | ------------ | ------------ |
| 1948/1949  | A klasa  | –            | 3:0          |
| 1957       | III liga | 2:2          | 3:1          |
| 1958       | III liga | bd.          | bd.          |
| 1959       | III liga | bd.          | bd.          |
| 1960       | III liga | 1:1          | bd.          |
| 1960/1961  | III liga | 2:0          | 0:3          |
| 1961/1962  | III liga | 2:2          | 1:9          |
| 1977/1978  | III liga | 2:1          | 1:3          |
| 2001/2002  | IV liga  | 1:0          | 5:1          |
| 2002/2003  | IV liga  | 1:1          | 0:3          |
| 2005/2006  | PP       | –            | 0:3          |
| 13.02.2013 | m. tow.  | 3:0          | –            |

| Sezon     | Poziom  | RKS:Stradom | Stradom:RKS |
| --------- | ------- | ----------- | ----------- |
| 1945      | OZPN    | –           | 1:0         |
| 1945      | OZPN    | –           | 2:1         |
| 1948/1949 | A Klasa | –           | 3:1         |
| 2002/2003 | IV liga | 1:3         | 4:2         |
| 2003/2004 | IV liga | 1:2         | 0:0         |
| 2004/2005 | IV liga | 2:0         | 0:1         |

| Sezon     | Poziom   | RKS:CKS | CKS:RKS |
| --------- | -------- | ------- | ------- |
| 1945      | OZPN     | 1:1     | 7:1     |
| 1960      | III liga | 3:0     | 0:1     |
| 1960/1961 | III liga | 4:1     | 1:1     |
| 1961/1962 | III liga | 2:3     | 1:6     |

| Liczba spotkań | Zwycięstwa Rakowa | Remisy | Zwycięstwa Skry        | Bramki |
| -------------- | ----------------- | ------ | ---------------------- | ------ |
| 27             | 16                | 6      | 5                      | 57:31  |
| Liczba spotkań | Zwycięstwa Rakowa | Remisy | Zwycięstwa Victorii    | Bramki |
| 16             | 9                 | 4      | 3                      | 37:20  |
| Liczba spotkań | Zwycięstwa Rakowa | Remisy | Zwycięstwa Stradomia   | Bramki |
| 9              | 2                 | 1      | 6                      | 9:15   |
| Liczba spotkań | Zwycięstwa Rakowa | Remisy | Zwycięstwa Budowlanych | Bramki |
| 8              | 4                 | 2      | 2                      | 20:14  |

### Indywidualne
| Najwięcej bramek w ekstraklasie w barwach Rakowa:                  | Najwięcej bramek w ekstraklasie w barwach Rakowa: |
| ------------------------------------------------------------------ | ------------------------------------------------- |
| 46 – Ivi López (2020-2025)                                         | 18 – Władysław Koczerhin (2022-2025)              |
| 24 – Vladislavs Gutkovskis (2020-2023)                             | 17 – Bartosz Nowak (2022-2024)                    |
| Najwięcej bramek w jednym sezonie w ekstraklasie w barwach Rakowa: |                                                   |
| 20 – Ivi López (2021/2022)                                         | 10 – Felicio Brown Forbes (2019/2020)             |
| 14 – Jonatan Braut Brunes (2024/2025)                              | 10 – Vladislavs Gutkovskis (2021/2022)            |
| Najwięcej występów w ekstraklasie w barwach Rakowa:                |                                                   |
| 164 – Fran Tudor (2020-2025)                                       | 110 – Piotr Bański (1994-1998)                    |
| 121 – Jan Spychalski (1994-1998)                                   | 104 – Patryk Kun (2019-2023)                      |
| 116 – Ivi López (2020-2025)                                        | 103 – Grzegorz Skwara (1994-1998)                 |
| Najwięcej bramek w Rakowie:                                        |                                                   |
| 106 – Zdzisław Sławuta (1973-1979)                                 | 77 – Jan Spychlaski (1987-1999)                   |
| 98 – Waldemar Żebrowski (1980-1994)                                | 74 – Piotr Malinowski (2002-2007, 2015-2021)      |
| 87 – Sławomir Palacz (1985-1995)                                   | 71 – Tomasz Czok (2000-2003, 2004-2005)           |
| Najwięcej występów w Rakowie:                                      |                                                   |
| > 500 – Andrzej Wróblewski (1980-1997)                             | > 300 – Lech Nowak (1969-1982)                    |
| > 400 – Jan Spychalski (1987-1999)                                 | > 300 – Władysław Olszewski (1960-1974)           |
| 356 – Piotr Malinowski (2002-2007, 2015-2021)                      | < 300 – Sławomir Palacz (1985-1995)               |
| > 320 – Piotr Bański (1992-2000, 2004-2009)                        | 259 – Zbigniew Sołtysik (1981-1984, 1986-1992)    |
| 314 – Waldemar Żebrowski (1980-1994)                               | < 250 – Andrzej Dziedzic (1990-2000)              |

#### Reprezentanci w barwach Rakowa
Wytłuszczono piłkarzy, którzy grali w klubie, występując w reprezentacji kraju.
- Hubert Pala – 3 mecze (1960)
- Adam Fedoruk – 18 meczów (1990-1994)
- Paweł Skrzypek – 10 meczów (1996-1997)
- Jacek Krzynówek – 96 meczów (1998-2009)
- Tomasz Kiełbowicz – 9 meczów (2000-2007)
- Dušan Kuciak – 14 meczów (2006-2021)
- Michał Gliwa – 1 mecz (2011)
- Aghwan Papikian – 2 mecze (2013-2014)
- Felicio Brown Forbes – 5 meczów (2014-2021)
- Maciej Wilusz – 4 mecze (2014)
- Mateusz Zachara – 2 mecze (2014)
- Vladislavs Gutkovskis – 50 meczów (2016-)
- Walerian Gwilia – 44 mecze (2016-2022)
- Eric Otieno – 48 meczów (2016-)
- Srđan Plavšić – 2 mecze (2016-2017)
- Marko Poletanović – 1 mecz (2016)
- Fran Tudor – 3 mecze (2017)
- Jarosław Jach – 2 mecze (2017)
- Adnan Kovačević – 13 meczów (2019-)
- Tomáš Petrášek – 3 mecze (2020-)
- David Tijanić – 1 mecz (2020-)
- Stratos Svarnas – 6 meczów (2020-)
- Gustav Berggren – 1 mecz (2020-)
- Władysław Koczerhin – 1 mecz (2021)
- Arciom Rachmanau – 2 mecze (2021-)
- Kamil Piątkowski – 6 meczów (2021-)
- Deian Sorescu – 20 meczów (2021-)
- Janis Papanikolau – 4 mecze (2022-)
- Michał Skóraś – 1 mecz (2022-)
- Péter Baráth – 2 mecze (2022-)
- Petr Schwarz – 2 mecze (2022-)
- Dominik Holec – 1 mecz (2022-)
- John Yeboah – 11 meczów (2024-)
- Bogdan Racovițan – 4 mecze (2024-)
- Michael Ameyaw – 2 mecze (2024-)

## Europejskie puchary

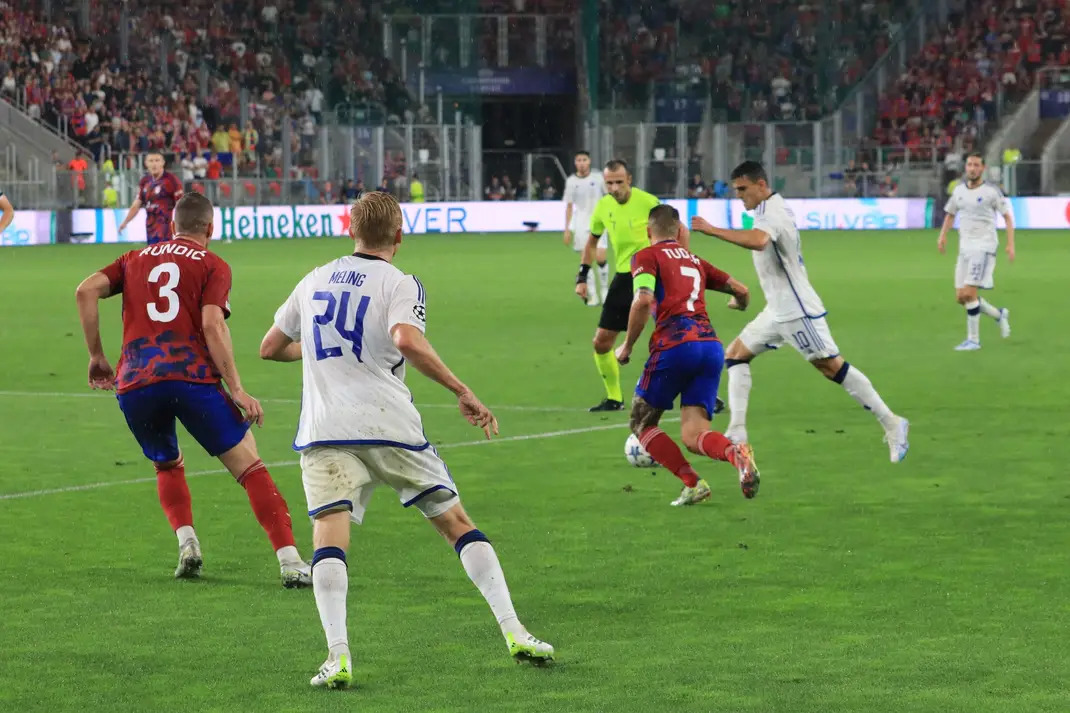
Mecz z FC Kopenhaga, faza play-off Ligi Mistrzów UEFA

Legenda do wszystkich tabel:
- Q – runda eliminacyjna, 1/16, 1/8, 1/4, 1/2 – odpowiednia faza rozgrywek, Grupa – runda grupowa, 1r gr – pierwsza runda grupowa, 2r gr – druga runda grupowa, F – finał, R – runda, PO – play-off
- k. – rzuty karne, los. – losowanie, Dogr. – dogrywka, w. – zasada bramek strzelonych na wyjeździe

| Sezon   | Rozgrywki               | Runda   | Klub             | Dom         | Wyjazd      | Ogólnie    |
| ------- | ----------------------- | ------- | ---------------- | ----------- | ----------- | ---------- |
| 2021/22 | Liga Konferencji Europy | 2Q      | Sūduva Mariampol | 0–0 (Dogr.) | 0–0         | 0–0 k: 4–3 |
| 2021/22 | Liga Konferencji Europy | 3Q      | Rubin Kazań      | 0–0         | 1–0 (Dogr.) | 1–0        |
| 2021/22 | Liga Konferencji Europy | PO      | KAA Gent         | 1–0         | 0–3         | 1–3        |
| 2022/23 | Liga Konferencji Europy | 2Q      | FK Astana        | 5–0         | 1–0         | 6–0        |
| 2022/23 | Liga Konferencji Europy | 3Q      | Spartak Trnawa   | 1–0         | 2–0         | 3–0        |
| 2022/23 | Liga Konferencji Europy | PO      | Slavia Praga     | 2–1         | 0–2 (Dogr.) | 2–3        |
| 2023/24 | Liga Mistrzów           | 1Q      | Flora Tallinn    | 1–0         | 3–0         | 4–0        |
| 2023/24 | Liga Mistrzów           | 2Q      | Qarabağ Ağdam    | 3–2         | 1–1         | 4–3        |
| 2023/24 | Liga Mistrzów           | 3Q      | Aris Limassol    | 2–1         | 1–0         | 3–1        |
| 2023/24 | Liga Mistrzów           | PO      | FC Kopenhaga     | 0–1         | 1–1         | 1–2        |
| 2023/24 | Liga Europy             | Grupa D | Atalanta         | 0–4         | 0–2         | 4. miejsce |
| 2023/24 | Liga Europy             | Grupa D | Sporting CP      | 1–1         | 1–2         | 4. miejsce |
| 2023/24 | Liga Europy             | Grupa D | Sturm Graz       | 0–1         | 1–0         | 4. miejsce |
| 2025/26 | Liga Konferencji        | 2Q      | MŠK Žilina       | 3–0         | 3–1         | 6–1        |
| 2025/26 | Liga Konferencji        | 3Q      | Maccabi Hajfa    | 0–1         | 2–0         | 2–1        |
| 2025/26 | Liga Konferencji        | PO      | Arda Kyrdżali    | –           | –           | –          |

## Sukcesy

### Drużynowe seniorów
| \| \| Zdobyte trofea w rozgrywkach Polski (stan na: 24-05-2025) \| |                                                           |      |                  |
| Rozgrywki                                                          | Osiągnięcie                                               | Razy | Sezon(y)         |
| Mistrzostwo                                                        | I miejsce                                                 | 1    | 2023             |
| Mistrzostwo                                                        | II miejsce                                                | 3    | 2021, 2022, 2025 |
| Mistrzostwo                                                        | III miejsce                                               | 0    |                  |
| Puchar                                                             | zdobywca                                                  | 2    | 2021, 2022       |
| Puchar                                                             | finalista                                                 | 2    | 1967, 2023       |
| Puchar                                                             | półfinalista                                              | 2    | 1972, 2019       |
| Superpuchar                                                        | zdobywca                                                  | 2    | 2021, 2022       |
| Superpuchar                                                        | finalista                                                 | 1    | 2023             |
| II liga                                                            | I miejsce                                                 | 2    | 1994, 2019       |
| II liga                                                            | II miejsce                                                | 1    | 1999             |
| II liga                                                            | III miejsce                                               | 2    | 1963, 1965       |
| Polska                                                             | Zdobyte trofea w rozgrywkach Polski (stan na: 24-05-2025) |      |                  |

### Drużynowe juniorów
| Rozgrywki                             | Miejsce     | Razy | Sezony     |
| ------------------------------------- | ----------- | ---- | ---------- |
| Mistrzostwa Polski juniorów starszych | I miejsce   | 0    |            |
| Mistrzostwa Polski juniorów starszych | II miejsce  | 0    |            |
| Mistrzostwa Polski juniorów starszych | III miejsce | 1    | 2023       |
| Mistrzostwa Polski juniorów młodszych | I miejsce   | 0    |            |
| Mistrzostwa Polski juniorów młodszych | II miejsce  | 2    | 1993, 2025 |
| Mistrzostwa Polski juniorów młodszych | III miejsce | 1    | 2024       |

- Spartakiada młodzieży
  -  1. miejsce: 1985

### Indywidualne
Plebiscyt Piłki Nożnej:
- Drużyna Roku
  - 2020, 2021, 2023
- Trener Roku
  - 2020, 2021, 2022, 2023 – Marek Papszun
- Pierwszoligowiec Roku
  - 2018 – Andrzej Niewulis

## Stadion

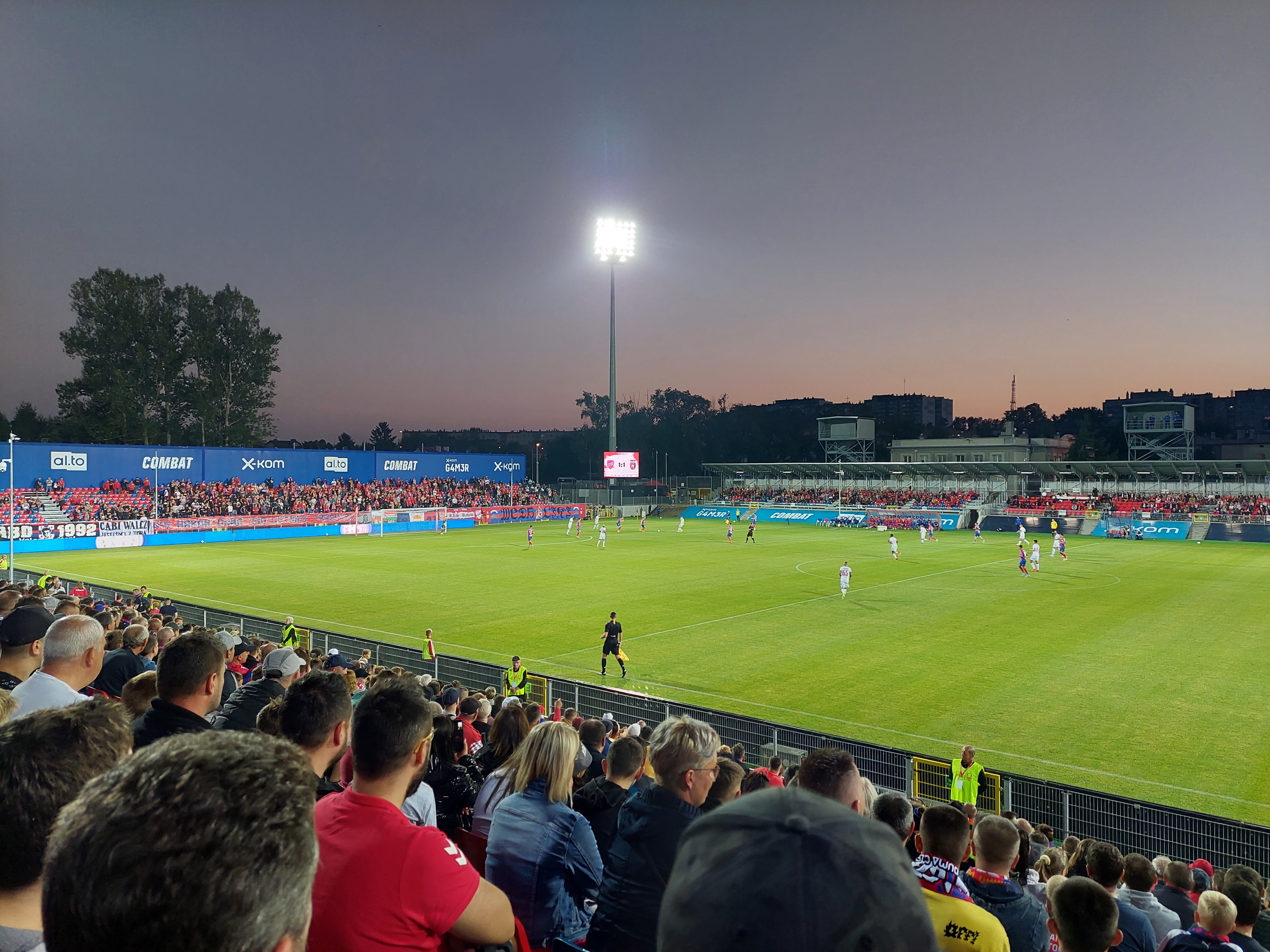
Stadion Rakowa Częstochowa podczas oficjalnego otwarcia po przebudowie, mecz z Fehérvár FC

Obiekt został oddany do użytku 22 lipca 1955 r. Był modernizowany w 2018 roku oraz w latach 2020–2021.
- Pojemność: 5500[88] (trybuna zachodnia zadaszona – 1000),
- Oświetlenie: 1600 lx,
- Wymiary płyty głównej boiska: 105 × 68 m,
- Dojazd na stadion: liniami autobusowymi i tramwajowymi do przystanku Stadion Raków[89]

## Zawodnicy
Jednym z najbardziej znanych wychowanków klubu jest Jakub Błaszczykowski – wielokrotny reprezentant Polski. Oprócz niego w kadrze narodowej występował wychowanek klubu Jerzy Brzęczek, srebrny medalista na Igrzyskach Olimpijskich w Barcelonie w 1992; zawodnicy Rakowa Paweł Skrzypek i Kamil Piątkowski, byli zawodnicy klubu Jacek Krzynówek, Tomasz Kiełbowicz oraz Mateusz Zachara. Wychowankami klubu są również: Krzysztof Kołaczyk, Jacek Magiera, Piotr Malinowski, Maciej Gajos, Maksymilian Rogalski.
W latach 1958–1961 zawodnikiem Rakowa był skoczek o tyczce Włodzimierz Sokołowski, wielokrotny mistrz i rekordzista Polski, olimpijczyk.

### Obecny skład

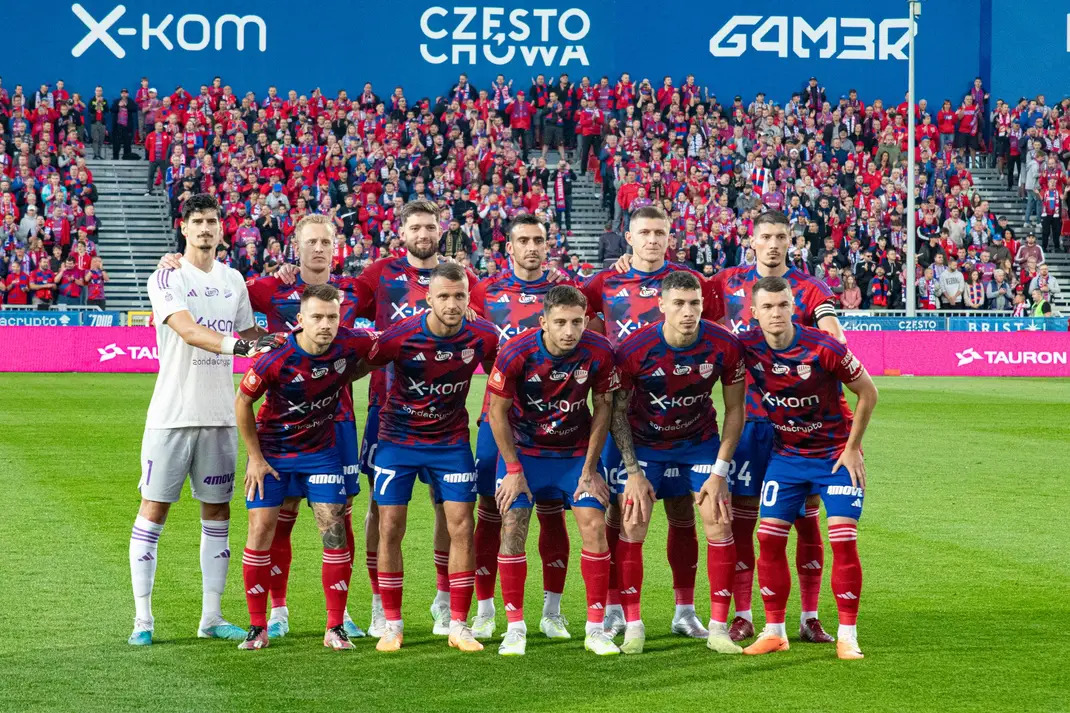
Drużyna Rakowa przed meczem z Aris Limassol

Stan na 20 sierpnia 2025
| Nr | Poz. | Piłkarz              |
| -- | ---- | -------------------- |
| 1  | BR   | Kacper Trelowski     |
| 2  | OB   | Ariel Mosór          |
| 4  | OB   | Stratos Swarnas      |
| 5  | PO   | Marko Bulat          |
| 6  | PO   | Oskar Repka          |
| 7  | PO   | Fran Tudor           |
| 8  | PO   | Tomasz Pieńko        |
| 9  | NA   | Patryk Makuch        |
| 10 | PO   | Ivi López            |
| 11 | PO   | Adriano Amorim       |
| 17 | NA   | Leonardo Rocha       |
| 18 | NA   | Jonatan Braut Brunes |
| 19 | PO   | Michael Ameyaw       |
| 20 | PO   | Jean Carlos          |
| 23 | PO   | Karol Struski        |

| Nr | Poz. | Piłkarz                                  |
| -- | ---- | ---------------------------------------- |
| 24 | OB   | Zoran Arsenić (kapitan)                  |
| 25 | OB   | Bogdan Racovițan                         |
| 26 | PO   | Erick Otieno                             |
| 28 | PO   | Jesús Díaz                               |
| 30 | PO   | Władysław Koczerhin                      |
| 31 | BR   | Muhamed Šahinović                        |
| 39 | BR   | Jakub Mądrzyk                            |
| 48 | BR   | Oliwier Zych (wypożyczony z Aston Villi) |
| 66 | OB   | Apostolos Konstandopulos                 |
| 80 | PO   | Lamine Diaby-Fadiga                      |
| 88 | PO   | Péter Baráth                             |
| 91 | NA   | Tomasz Walczak                           |
| 97 | PO   | Ibrahima Seck                            |
| 99 | NA   | Adam Basse                               |
|    | PO   | Jakub Myszor                             |

### Piłkarze na wypożyczeniu
| Nr | Poz. | Piłkarz                                                   |
| -- | ---- | --------------------------------------------------------- |
|    | BR   | Jakub Rajczykowski (w Świcie Szczecin do 30 czerwca 2026) |
|    | PO   | Antoni Burkiewicz (w Polonii Bytom do 30 czerwca 2026)    |

| Nr | Poz. | Piłkarz                                                  |
| -- | ---- | -------------------------------------------------------- |
|    | PO   | Kacper Nowakowski (w Chrobrym Głogów do 30 czerwca 2026) |
|    | PO   | Srđan Plavšić (w Baníku Ostrawa do 30 czerwca 2026)      |

## Trenerzy

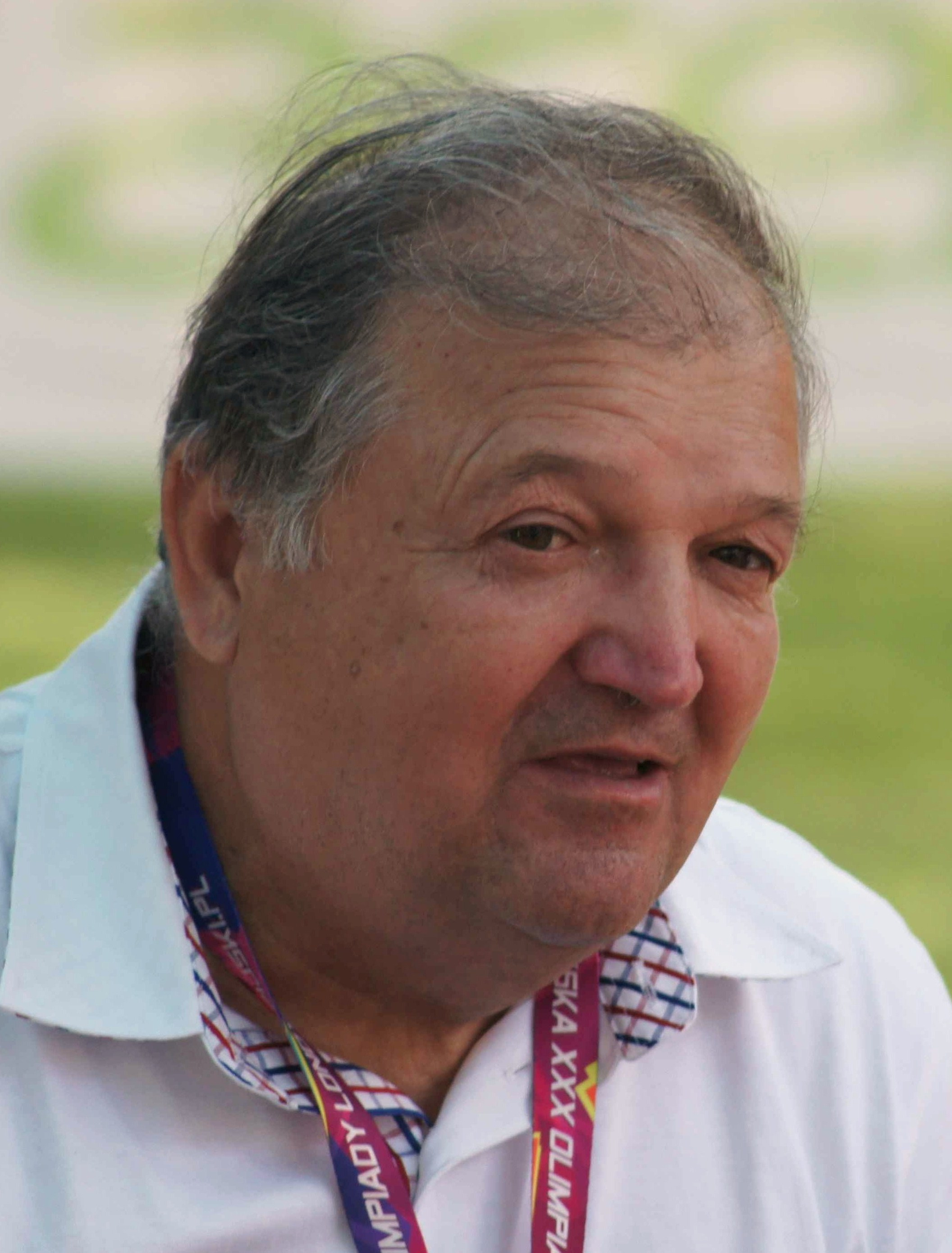
Hubert Kostka - trener klubu od 04.1997. do 09.1997

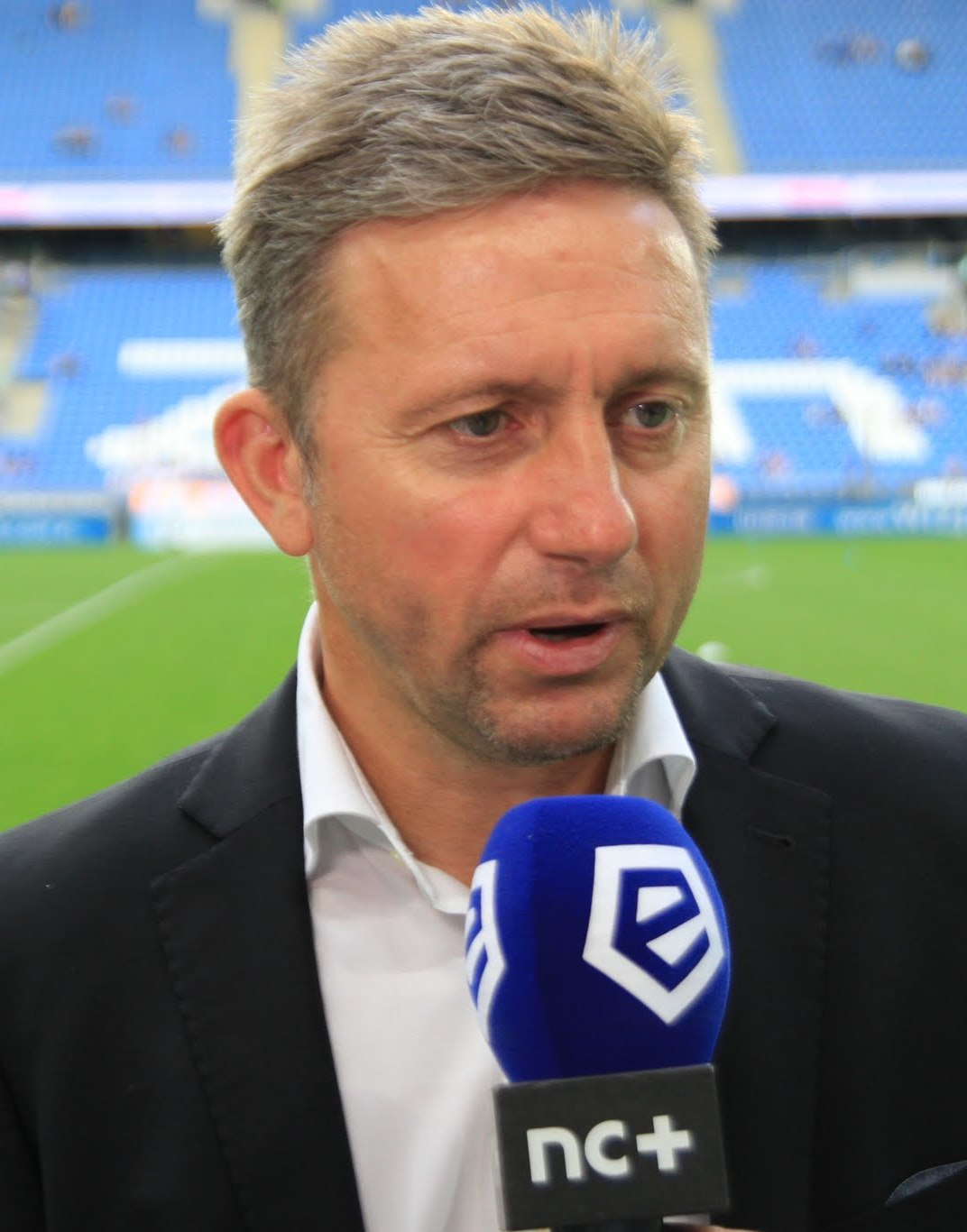
Jerzy Brzęczek - trener klubu w latach 2010–2014

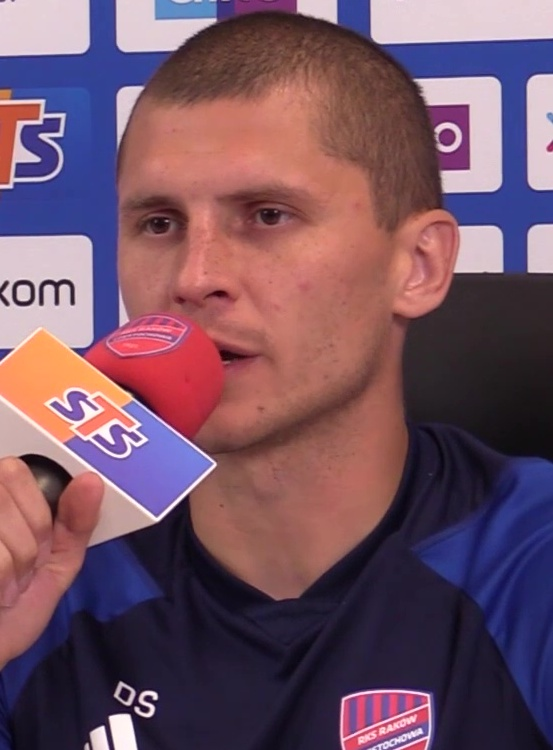
Dawid Szwarga - trener klubu w sezonie 2023/2024

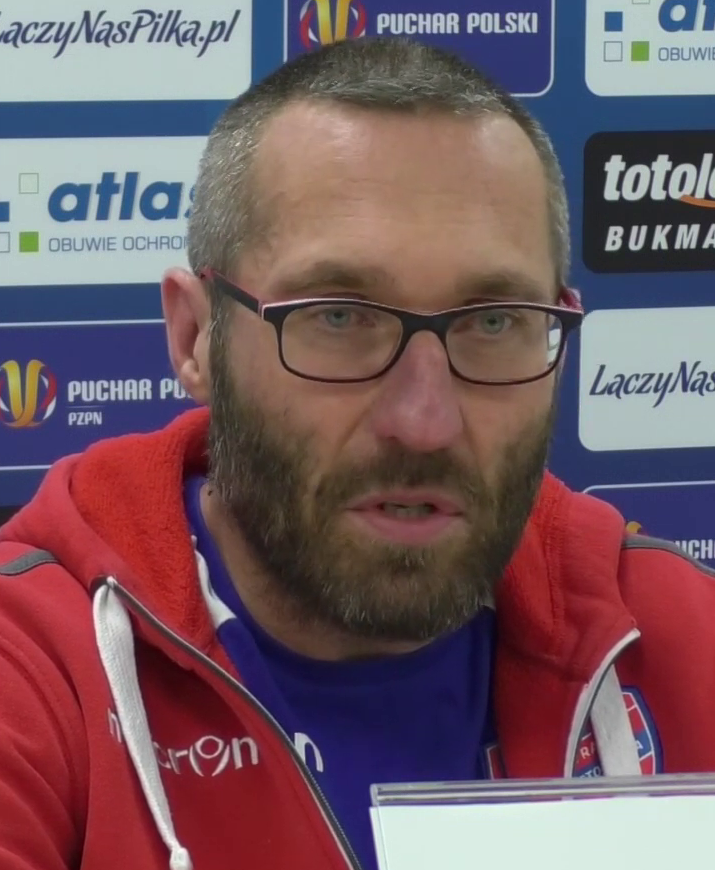
Marek Papszun - trener klubu w latach 2016-2023 oraz od 2024

Jan Basiński sprawował funkcję trenera pięciokrotnie.
Najdłużej (na podstawie posiadanych danych) trenował Raków Marek Papszun – ponad osiem lat. W okresie jego pracy klub osiągnął swoje największe sukcesy: mistrzostwo, trzykrotne wicemistrzostwo, Puchar oraz Superpuchar Polski.
| Lp.          | Imię i nazwisko                                          | Okres pracy | Okres pracy |
| ------------ | -------------------------------------------------------- | ----------- | ----------- |
| 1.           | Franciszek Karmański                                     | nieznane    | 1959        |
| 2.           | Jerzy Orłowski                                           | 1959        | 1960        |
| 3.           | Władysław Siech                                          | 1961?       | 1962        |
| 4.           | Czesław Suszczyk                                         | 1962        | 1964        |
| 5.           | Leon Wolny                                               | 1964        | 1964        |
| 6.           | Edward Drabiński                                         | 1964        | 1965        |
| 7.           | Henryk Bobula                                            | 1965        | 1966        |
| 8.           | Jan Basiński (1. kadencja)                               | 1966        | 1966        |
| 9.           | Jerzy Wrzos                                              | 1966        | 1967        |
| (8.)         | Jan Basiński (2. kadencja)                               | 1967?       | 1977        |
| 10.          | Janusz Poniedziałek                                      | 1977        | 1979        |
| 11.          | Zbigniew Szumski                                         | 1979        | 1980        |
| (8.)         | Jan Basiński (3. kadencja)                               | 1981        | 1984        |
| 12.          | Zbigniew Dobosz (1. kadencja)                            | 1984        | 1985        |
| 13.          | Gothard Kokott (1. kadencja)                             | 01.07.1985  | 01.01.1986  |
| -            | nieznany                                                 | 1986        | 1990        |
| (8.)         | Jan Basiński (4. kadencja)                               | 1990        | 1991        |
| 14.          | Władysław Szarżyński                                     | 1991        | 1992        |
| (12.)        | Zbigniew Dobosz (2. kadencja)                            | 1992        | 03.1995     |
| (13.)        | Gothard Kokott (2. kadencja)                             | 03.1995     | 23.04.1997  |
| 15.          | Hubert Kostka                                            | 24.04.1997  | 15.09.1997  |
| p.o.         | Jan Basiński (tymczasowo)                                | 16.09.1997  | 01.10.1997  |
| 16.          | Bogusław Hajdas                                          | 02.10.1997  | 03.11.1997  |
| 17.          | Adam Zalewski (1. kadencja)                              | 04.11.1997  | 01.12.1997  |
| (13.)        | Gothard Kokott (3. kadencja)                             | 02.12.1997  | 01.07.1998  |
| (12.)        | Zbigniew Dobosz (3. kadencja)                            | 1998        | 2000        |
| 18.          | Mirosław Sieja                                           | 2000        | 07.2000     |
| (17.)        | Adam Zalewski (2. kadencja)                              | 07.2000     | 2000        |
| 19.          | Henryk Turek (1. kadencja)                               | 2000        | 2002?       |
| (12.)        | Zbigniew Dobosz (4. kadencja)                            | 2002        | 2003        |
| 20.          | Andrzej Samodurow                                        | 2003        | 17.10.2005  |
| 21.          | Robert Olbiński (1. kadencja)                            | 17.10.2005  | 2008        |
| (21.), (19.) | Robert Olbiński (2. kadencja) Henryk Turek (2. kadencja) | 2008        | 20.08.2008  |
| 22.          | Leszek Ojrzyński                                         | 20.08.2008  | 09.10.2009  |
| (21.)        | Robert Olbiński (3. kadencja)                            | 19.10.2009  | 09.02.2010  |
| 23.          | Jerzy Brzęczek                                           | 09.02.2010  | 04.11.2014  |
| p.o.         | Dawid Jankowski (tymczasowo)                             | 06.11.2014  | 18.12.2014  |
| 24.          | Radosław Mroczkowski                                     | 18.12.2014  | 03.10.2015  |
| p.o.         | Krzysztof Kołaczyk (tymczasowo)                          | 04.10.2015  | 09.10.2015  |
| 25.          | Przemysław Cecherz                                       | 09.10.2015  | 18.04.2016  |
| 26.          | Marek Papszun                                            | 18.04.2016  | 30.06.2023  |
| 27.          | Dawid Szwarga                                            | 30.06.2023  | 30.06.2024  |
| (26.)        | Marek Papszun (2. kadencja)                              | 01.07.2024  | obecnie     |

## Prezesi klubu

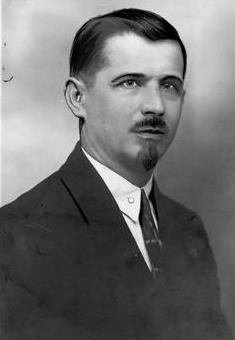
Józef Kaźmierczak, jeden z założycieli i późniejszy prezes klubu

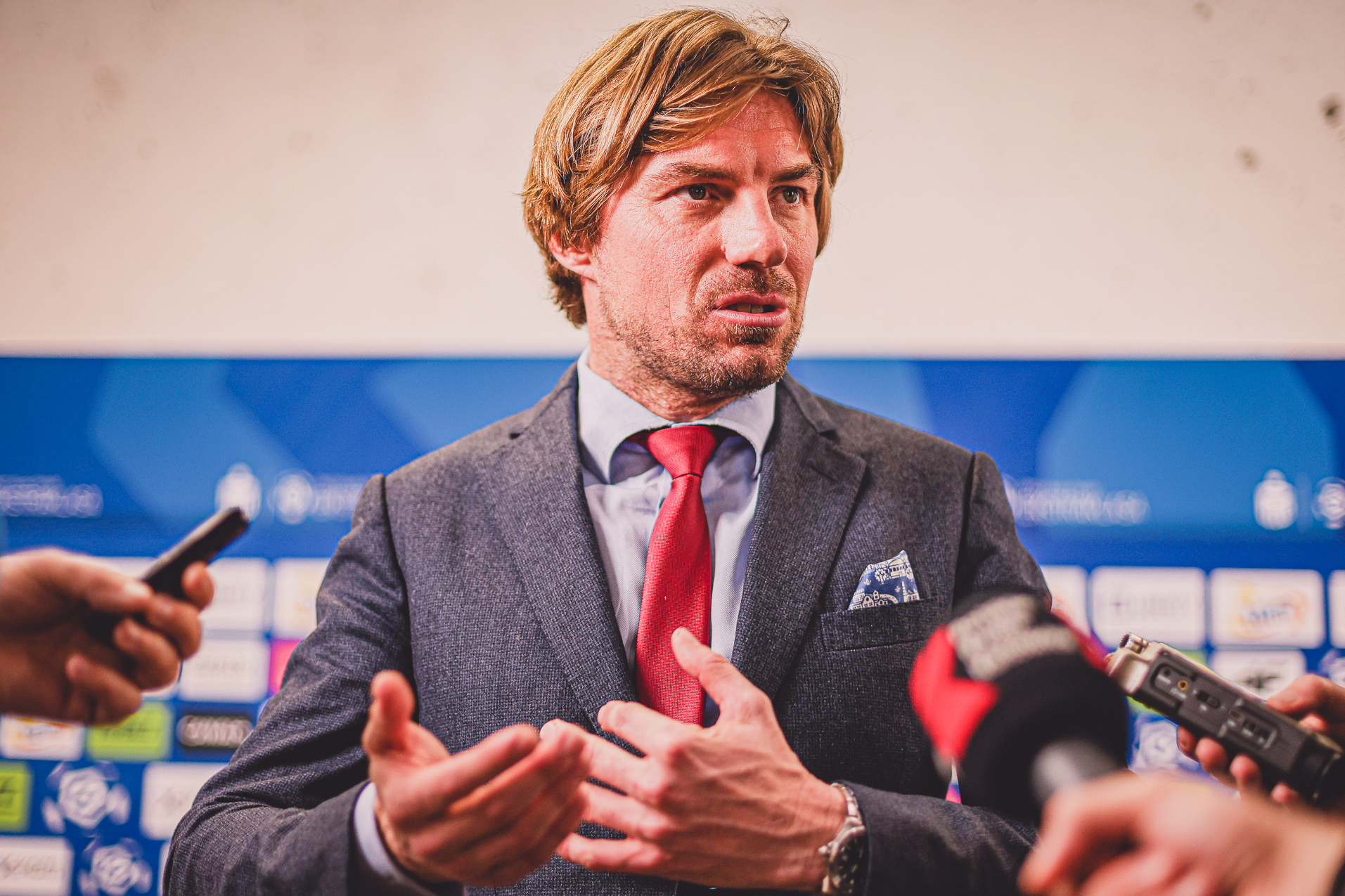
Piotr Obidziński, prezes klubu od 2023 roku

| Lp. | Imię i nazwisko     | Okres pracy | Okres pracy |
| --- | ------------------- | ----------- | ----------- |
| 1.  | Jan Łoboda          | 1921        |             |
| 2.  | Józef Kaźmierczak   |             | 14.12.1924  |
| 3.  | Jan Baścik          | 14.12.1924  | 20.07.1925  |
| 4.  | Władysław Pachołek  | marzec 1945 |             |
| 5.  | Józef Baranowski    | 1951        |             |
| 6.  | Jerzy Chybalski     | 08.06.1957  |             |
| 7.  | Czesław Jagła       | 1964        | 1966        |
| 8.  | Stefan Suliga       | 1977        |             |
| 9.  | Wacław Korczak      | 1992        | 1996        |
| 10. | Janusz Konieczko    | 1996        | lipiec 2000 |
| 11. | Zbigniew Pawlak     | 20.07.2000  | 11.07.2002  |
| 12. | Jarosław Ociepa     | 19.07.2002  | lipiec 2004 |
| 13. | Sławomir Malinowski | lipiec 2004 | 01.08.2008  |
| 14. | Waldemar Borkowski  | 01.08.2008  | 19.05.2009  |
| 15. | Krzysztof Kołaczyk  | 16.01.2010  | 23.02.2016  |
| 16. | Michał Świerczewski | 23.02.2016  | 17.08.2017  |
| 17. | Janusz Żyła         | 17.08.2017  | 11.07.2018  |
| 18. | Wojciech Cygan      | 11.07.2018  | 31.12.2021  |
| 19. | Adam Krawczak       | 01.01.2022  | 28.02.2023  |
| 20. | Piotr Obidziński    | 01.03.2023  | obecnie     |

## Sponsorzy klubu
| Lata      | Sponsor          |
| --------- | ---------------- |
| 1935–1995 | Huta Częstochowa |
| 1995–2002 | Demar            |
| 2002–2011 | Huta Częstochowa |
| od 2011   | X-kom            |

| Lata      | Sponsor |
| --------- | ------- |
| 1982–1983 | Adidas  |
| 1995–1997 | Adidas  |
| 1996      | Lotto   |
| 1997–1999 | Nike    |
| 2002–2003 | Adidas  |
| 2004–2007 | Puma    |
| 2006–2008 | R-GOL   |
| 2008–2011 | Erreà   |
| 2011–2019 | Macron  |
| 2019–2020 | Hummel  |
| 2020–2022 | Macron  |
| 2022–2023 | 4F      |
| od 2023   | Adidas  |

## Stroje piłkarskie
|  | 1923 | 1927 | 1938 | 1945 | 1967 | 1995 | 1996 | 1997 | 1998 | 2005 |  |

|  | 2006 | 2007 | 2010 | 2013 | 2019 | 2020 | 2021 | 2022 | 2023 | 2024 |  |

|  | 2025 |

## Kibice

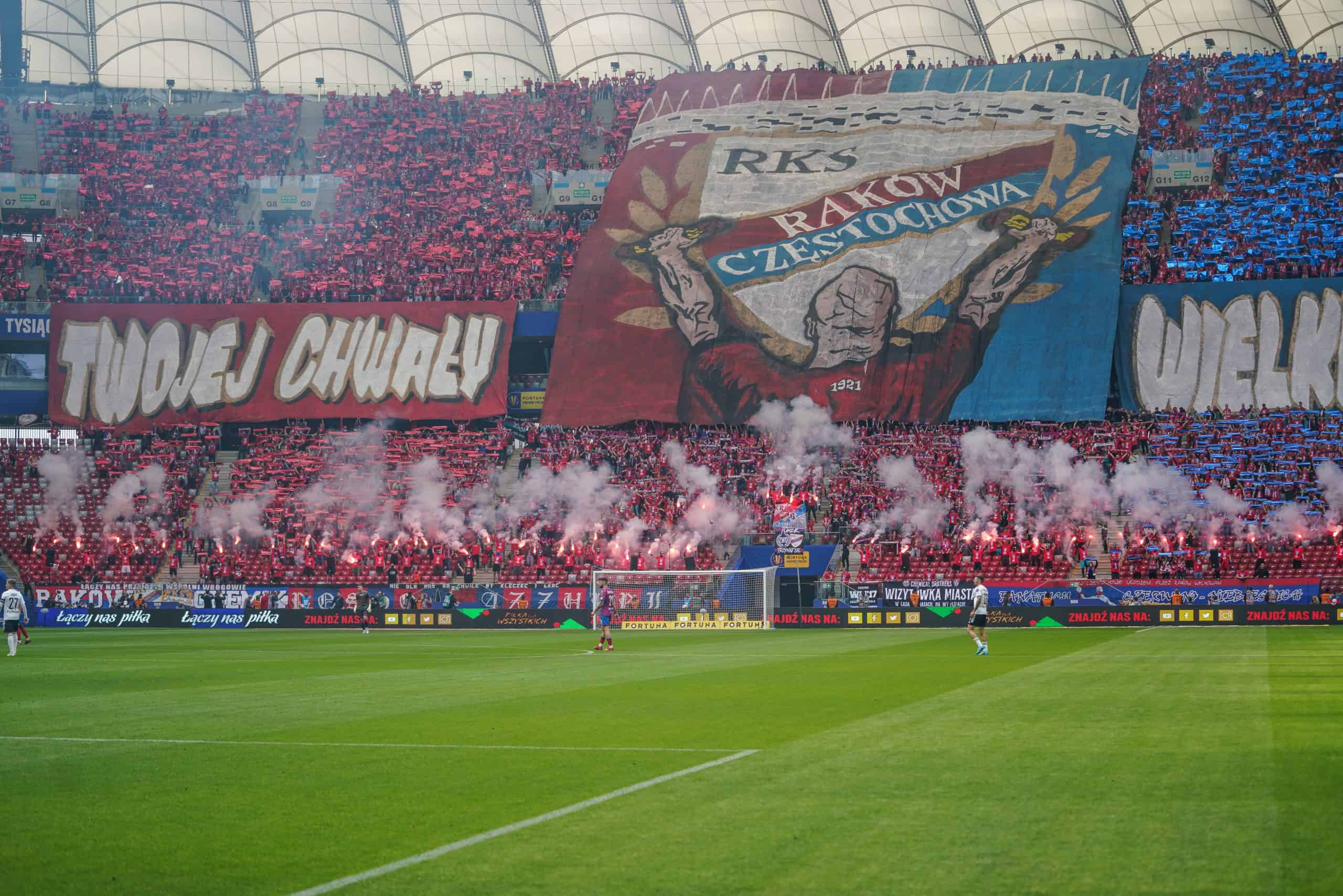
Kibice klubu podczas finału Pucharu Polski w 2023 roku

Wśród znanych osób, które kibicują Rakowowi są m.in. Artur Barciś, Muniek Staszczyk, Ireneusz Bieleninik i Dawid Celt.

### Stowarzyszenie Wieczny Raków
Kibice klubu działają w założonym w 2010 r. stowarzyszeniu Wieczny Raków. Przyjaźnią się z kibicami klubów Chemik Kędzierzyn-Koźle oraz Fehérvár FC.

### Hymn kibiców[13]
| Hymn kibiców Rakowa Spośród wielu życia dróg Wybraliśmy tę Od kołyski aż po grób … Kochać jeden klub Całym naszym życiem jest Raków RKS Czerwono – niebieski świat Od tak wielu lat… Oddajemy duszę Ci Oraz serce swe Bo my tak kochamy Cię Ave Raków Ave Twojej chwały wielki dzień Mień się herbie, mień Ukochane barwy twe Ave Raków Ave Wychowani przez ten klub I trybuny te Zaśpiewajmy jeszcze raz Ave Raków Ave |

### Maskotka
Maskotką drużyny jest rycerz Medalik. Po raz pierwszy pojawiła się na stadionie Rakowa 10 października 2022 r. podczas wygranego 1:0 meczu ekstraklasy z Miedzią Legnica. Imię maskotki zostało wybrane przez kibiców klubu w głosowaniu.

## Druga drużyna

### Rozgrywki ligowe
W sezonie 1965/1966 zespół występował w A Klasie grupie Sosnowiec, w sezonach 1995/1996, 1996/1997, 1997/1998 brał udział w rozgrywkach "starej" III ligi, w sezonie 1998/1999 występował w IV lidze. Po sezonie 1999/2000 zdecydowano o likwidacji drużyny rezerw. W 2006 roku zespół awansował do A klasy, w 2008 roku do ligi okręgowej, w 2013 roku do IV ligi, a w 2022 roku do III ligi.

### Puchar Polski
W sezonach 1980/1981, 1998/1999 i 1999/2000 rezerwy Rakowa dotarły do I rundy Pucharu Polski, w sezonie 1981/1982 do II rundy, a w sezonie 1996/1997 do IV rundy (1/16 finału). W sezonach 1997/1998 i 2000/2001 zespół odpadł w rundzie wstępnej. W sezonach 2011/2012, 2019/2020 oraz 2021/2022 druga drużyna wygrała rozgrywki pucharowe w podokręgu Częstochowa. W sezonie 2019/2020 zespół przegrał w finale na szczeblu województwa śląskiego.

## Kluby partnerskie
W Projekcie Klubów Filialnych Rakowa uczestniczy 41 klubów z województw śląskiego, wielkopolskiego, łódzkiego, świętokrzyskiego, podkarpackiego, pomorskiego i małopolskiego. Wśród nich  Rozbark Bytom, Unia Racibórz, Okęcie Warszawa.